# Club Atlético River Plate
Il Club Atlético River Plate, noto semplicemente come River Plate o River, è una società sportiva con sede nella città di Buenos Aires, nota principalmente per la sua sezione calcistica, che milita attualmente nella Primera División, massima serie del campionato argentino di calcio. Annovera 65 sezioni sportive diverse.
Fondato il 25 maggio 1901 nel barrio della Boca di Buenos Aires, disputa le gare interne allo stadio Antonio Vespucio Liberti, chiamato colloquialmente el Monumental, lo stadio più capiente del paese dal 1938 e la sede abituale delle partite della nazionale argentina. 
A livello internazionale è la quarta squadra in Sudamerica e terza in Argentina per numero di titoli ufficiali vinti: 18. Nella bacheca del club figurano:
4 Coppe Libertadores,
1 Coppe Sudamericane,
3 Recopa Sudamericana,
1 Supercoppa Sudamericana,
1 Coppa Suruga Bank,
1 Coppa Intercontinentale,
1 Coppa Interamericana, 5 Coppe Aldao (record) e 1 Tie Cup.
Il River Plate è stata la prima squadra argentina a realizzare la triple corona, vincendo nello stesso anno (1986) il campionato nazionale, la Coppa Libertadores e la Coppa Intercontinentale ed è l'unica squadra argentina ad aver vinto nello stesso anno un titolo internazionale (la Supercoppa Sudamericana) e i due tornei nazionali (Torneo Clausura e Apertura 1997). Quest'ultima serie di successi condusse il club al primo posto nel ranking IFFHS per sei mesi consecutivi, prima squadra argentina a riuscirvi. Dietro agli uruguaiani del Nacional, il secondo posto della classifica perpetua della Coppa Libertadores, risultando la squadra argentina meglio posizionata e con più partecipazioni alla competizione. Detiene il primato di partite vinte nella storia della coppa (179, delle quali 118 in casa, risultando in tal modo il club che ha vinto più match tra le mura amiche).
A livello nazionale è la prima squadra in Argentina per numero di titoli ufficiali vinti: 54. Nella bacheca del club figurano: 38 campionati (record) e 16 coppe nazionali. Complessivamente il club si è aggiudicato 72 trofei ufficiali, 54 nazionali e 18 internazionali, che la rendono la seconda squadra più vincente in Argentina dietro il Boca Juniors (74) e davanti a Independiente (45), Racing Club (41) e San Lorenzo (22); e una delle più blasonate al mondo.
Insieme a Boca Juniors, Independiente, Racing Club e San Lorenzo forma le cosiddette "cinque grandi" del calcio argentino.
La rivalità più accesa è con il Boca Juniors con cui disputa il Superclásico. Il River Plate figura al primo posto della classifica perpetua della Primera División argentina con il record di vittorie, punti ottenuti e gol segnati in massima serie ed è anche la squadra argentina di maggiore successo in patria, con 38 campionati vinti e 34 secondi posti ottenuti. Sulle 134 edizioni del campionato sinora disputate ha raggiunto il primo e secondo posto nel 52,24% dei casi. Nel ranking mondiale delle squadre di club stilato dall'IFHHS per il periodo 1991-2009 il River Plate occupa la nona posizione, primo tra i club della CONMEBOL. Dal 2000 la medesima istituzione internazionale ha nominato il River "miglior club del mese" per quattro volte. Lo stesso organismo ha inserito, dopo un sondaggio condotto tra gli abbonati della rivista ufficiale della FIFA FIFA World Magazine, il River al nono posto, ex aequo con Flamengo e Milan, nella classifica dei Migliori club del XX secolo FIFA, dove è risultato il primo club argentino.

## Storia

### Origini e fondazione

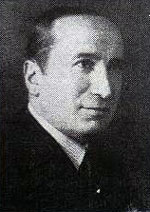
Leopoldo Bard, fondatore e primo presidente.

La fase embrionale delle vicissitudini che portarono alla nascita del River Plate affonda le sue radici negli ultimi anni del XIX secolo, quando gli equipaggi delle navi inglesi ancorate nella darsena di Buenos Aires iniziarono a dare i primi calci al pallone negli spazi vuoti a poca distanza dal Río Matanza. Presto i porteños (gli abitanti di Buenos Aires) impararono a praticare questa nuova disciplina sportiva e, tra gli altri, i fratelli Brown fondarono il club Alumni, che in quel periodo ottenne grande popolarità in tutta la capitale.
Nel frattempo, anche alla Boca i giovani iniziarono a coltivare la loro passione per il calcio, arrivando a gareggiare con i marinai inglesi, i "padri" del football, e a vincere, fondando un club. All'inizio pensarono di chiamarlo Juventud Boquense ("Gioventù della Boca") ma vi furono membri che non erano d'accordo e che vollero chiamarlo Rosales, in omaggio ad un veliero che era affondato in quei giorni.
Qualche tempo dopo, un gruppo di giovani di origine genovese che giocavano a calcio nello spazio vuoto vicino all'edificio della società carbonifera Wilson, volle fare della loro squadra un club e la chiamò Santa Rosa, perché il giorno in cui lo fondarono era il 30 agosto, ricorrenza di Santa Rosa.
Poco dopo, il Rosales e il Santa Rosa si unirono in un'unica società e decisero su proposta del socio Livio Ratto di chiamarla con il nome attuale. La leggenda narra che uno dei fondatori (Martínez) stesse guardando dei marinai giocare a pallone nel porto della Boca, quando notò delle casse ammassate vicino agli inglesi, con sopra scritto The River Plate (trasposizione inglese di Rio de la Plata).
Nacque così il River Plate, che secondo la targa posta nel portico della chiesa di San Juan alla Boca, fu fondato il 25 maggio 1901 da E. Salvarezza, E. Balza, L. Bard, G. Pita, L. Ratto, P. Martinez, E. Zanni e G. Bonino. Successivamente il consiglio del River si trasferì prima nel barrio Palermo, zona di immigrati italiani, poi, nel 1923, nel ricco quartiere di Belgrano, nella Buenos Aires nord, dove ha la sede tuttora. Come colori del club furono presi il bianco e il rosso. Presidente fu eletto il genovese Salvarezza, precedentemente rappresentante del Santa Rosa, e tesoriere un altro genovese, Ratto. La prima formazione fu: Moltedo, Ratto, Cevallos, Peralta, Carrega, Bard, Kitzler, Martínez, Flores, Zanni e Messina (la formazione annoverava ben 6 giocatori originari di Genova).
La prima partita ufficiale di cui si hanno notizie risale al 30 aprile 1905, fu giocata contro la Facultad de Medicina e fu una sconfitta per 3-2. Il 7 maggio dello stesso anno ci fu la prima vittoria, 4-3 al General Belgrano. Il 27 dicembre 1908 il River vinse lo spareggio per la promozione in prima divisione e da quella data fino al 26 giugno 2011 ha sempre partecipato alla massima serie del campionato argentino.
Come curiosità si può ricordare che nel 1905, proprio alla Boca, venne fondato il Boca Juniors: le due squadre rivali sono effettivamente nate nello stesso quartiere ed entrambe (ma il River Plate solo in parte) da emigranti genovesi.

### Dagli anni 1930 agli anni 1950

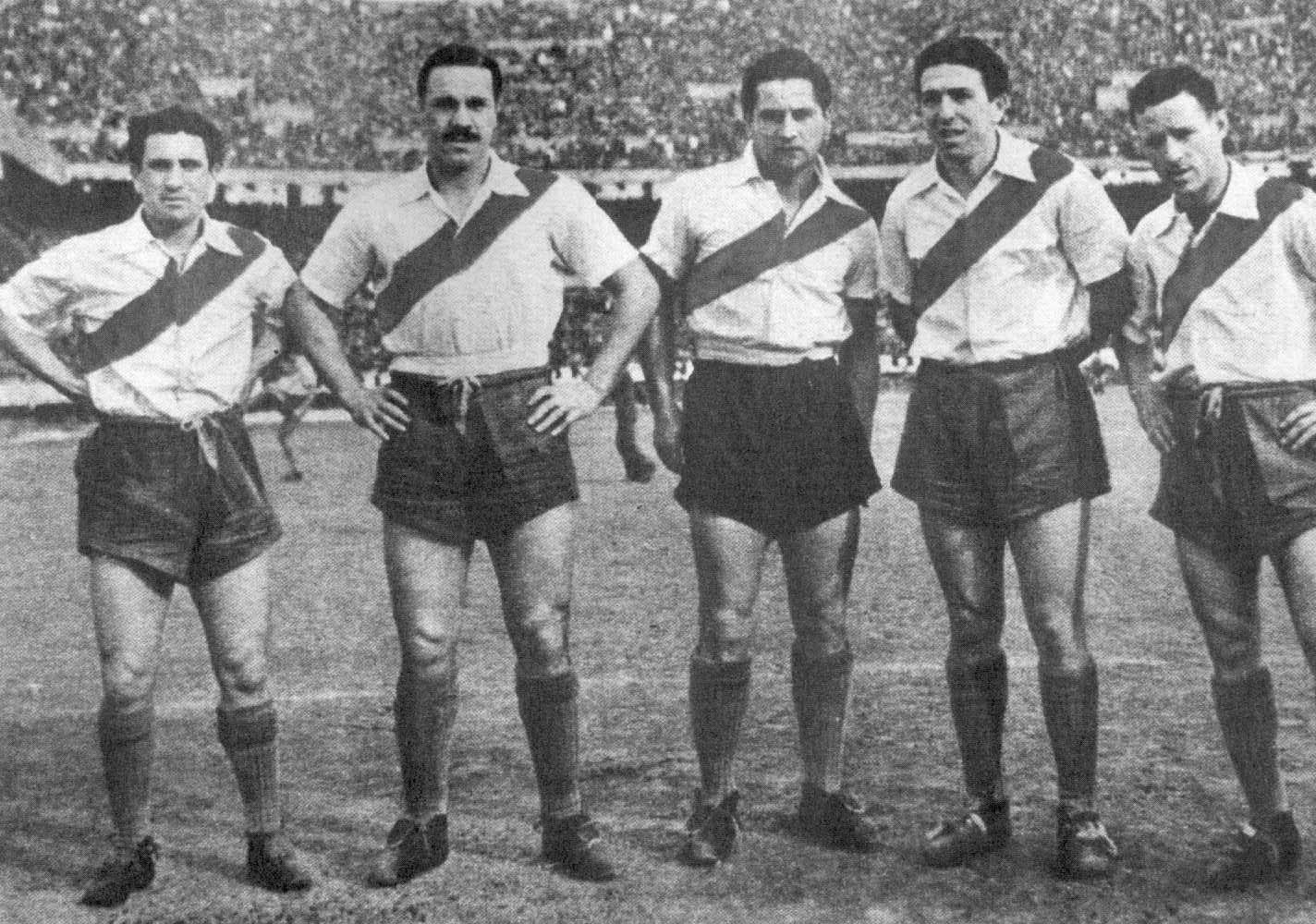
La Máquina nel 1941. Da sinistra: Muñoz, Moreno, Pedernera, Labruna, Loustau.

Nei primi anni 1930, sotto la presidenza di Antonio Vespucio Liberti, precisamente nel 1932, il River comprò Bernabé Ferreyra dal Tigre per una somma allora inaudita, pagata per la maggior parte in oro. A questo e ad altri costosi acquisti si deve il soprannome della squadra, Los Millonarios ("i Milionari").
In quel periodo il pubblico era talmente numeroso che si rese necessario costruire un nuovo stadio; Liberti comprò un terreno di 84 000 metri quadrati tra l'avenida Centenario e il Río de la Plata e il 25 maggio 1935 iniziò la costruzione del nuovo stadio che fu ultimato tre anni più tardi.
Negli anni 1940 Alfredo Di Stéfano, e negli anni 1950 Omar Sívori, giocarono per il River prima di andare in Europa e diventare delle stelle - Sívori nella Juventus e Di Stéfano nel Real Madrid. Alcuni giocatori del River, tra i quali Di Stéfano, ebbero delle esperienze in Colombia, nel campionato "pirata" detto Eldorado, che non era riconosciuto dalla FIFA, ma che era il più ricco del mondo.

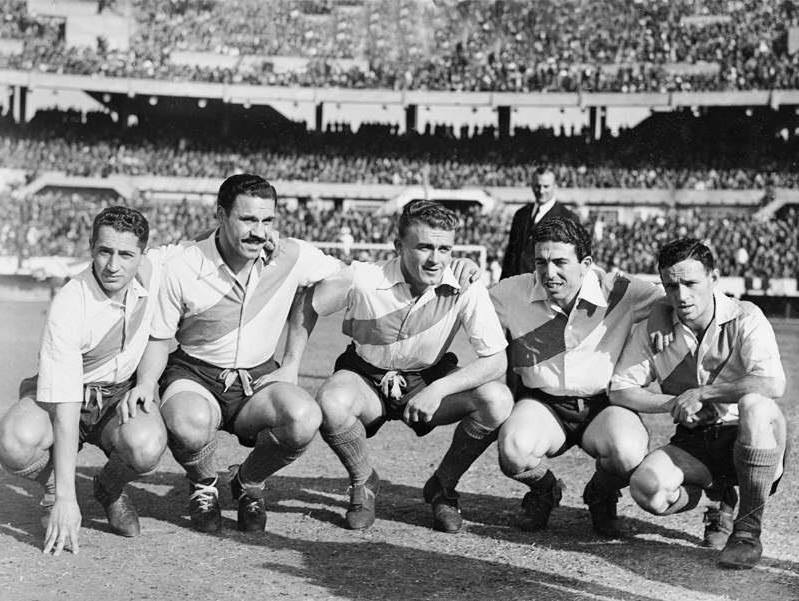
La Maquina nel 1947, con Di Stéfano nel mezzo.

L'attraente e offensivo stile di gioco del River guadagnò alla squadra nei primi anni 1940 il soprannome di La Máquina ("la Macchina"). I nomi dei cinque attaccanti (Muñoz, Moreno, Pedernera, Labruna, Loustau) sono notissimi ai tifosi argentini. La Máquina è spesso considerata il predecessore del calcio totale dei Paesi Bassi, concezione del gioco che si espresse ai Mondiali 1974, più di trent'anni dopo (l'Olanda raggiunse la finale, perdendo contro la Germania Ovest).
Il club andò in Italia alcuni giorni dopo la tragedia di Superga, presso la città di Torino, il 4 maggio 1949, dove perì in un terribile incidente aereo tutta la squadra del Torino Football Club, chiamato anche "Grande Torino", per partecipare ad un incontro amichevole con una squadra, il "Torino Simbolo", composta da una selezione di Lega Italiana. L'incasso venne devoluto alle famiglie dei caduti.
Ancor oggi, la seconda casacca di gioco del club si rifà ai colori sociali del Torino Football Club, per ricordare quell'avvenimento.

### Dagli anni 1950 agli anni 1970

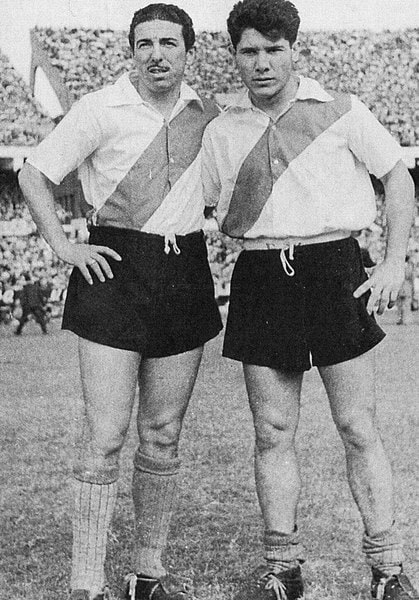
Labruna e Sívori nel 1955.

Tra il 1952 e il 1957, il River vinse cinque campionati su sei, prima di cominciare un periodo di diciotto anni senza successi. Dall'inizio dell'era professionistica in Argentina, gli anni 1960 sono l'unico decennio che non ha visto trionfi del River. In questo decennio la squadra collezionò otto secondi posti ed una finale di Coppa Libertadores nel 1966 persa allo spareggio contro il Peñarol: proprio in questa partita nacque il soprannome gallinas, coniato dai tifosi dei club rivali poiché gli argentini si fecero rimontare il vantaggio di 2-0 per poi venire sconfitti 4-2 dagli uruguaiani ai tempi supplementari.
Sempre in Coppa Libertadores arrivarono altri piazzamenti: nelle edizioni del 1967 e del 1970 la corsa si fermò ad un passo dalla finale e ad eliminare il River furono sempre dei connazionali, prima il Racing e poi l'Estudiantes. 

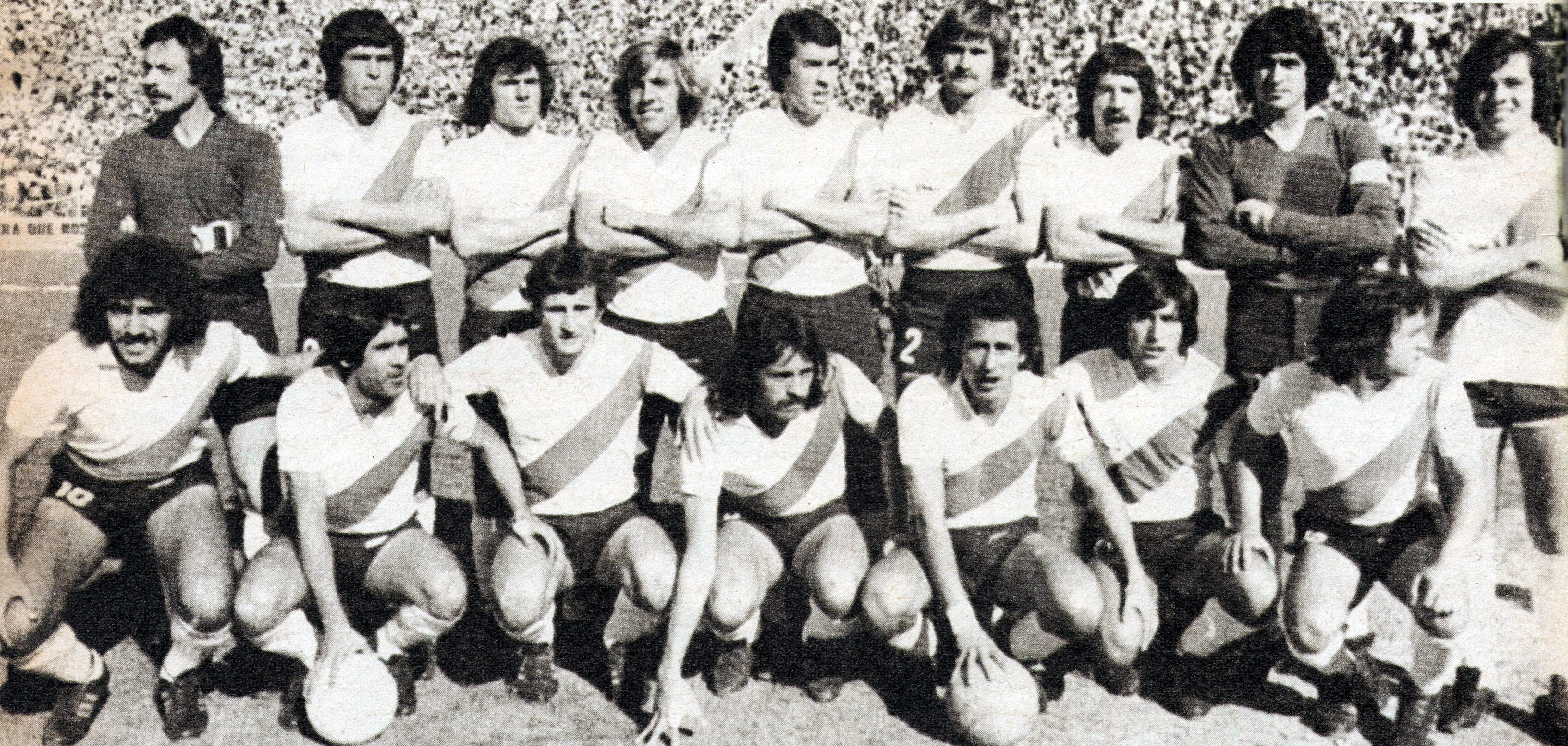
La squadra del 1977 che vinse il Metropolitano.

Il digiuno di vittorie fu interrotto nel 1975 con la conquista di una serie di titoli nazionali, di cui tre consecutivi, sotto la guida dell'ex giocatore Ángel Labruna con giocatori come Ubaldo Fillol, Daniel Passarella e Norberto Alonso. Nel 1976 il River riuscì ad approdare per la seconda volta alla finale di Coppa Libertadores ma dovette nuovamente arrendersi allo spareggio, stavolta contro i brasiliani del Cruzeiro che si imposero 3-2 con un gol su punizione siglato nel finale da Joãozinho.
Alcuni di questo gruppo di giocatori, tra cui Passarella, Filliol, Luque, Ortiz e Alonso, furono anche protagonisti della vittoria argentina al Mondiale del 1978, disputatosi in casa, con la finale giocata proprio al Monumental.

### Gli anni 1980 e le prime coppe
Nel 1981 Labruna, dopo aver conquistato 6 titoli nazionali, lasciò la panchina del club ad Alfredo Di Stéfano, che guidò il River alla conquista del campionato, vinto in finale contro il Ferro con un gol di Mario Kempes, ritornato in patria dopo l'avventura spagnola al Valencia. Di quella squadra facevano parte anche Américo Gallego, acquistato dal Newell's, ed Alonso, che non ebbe un buon rapporto con Di Stéfano e a fine anno lasciò il club per la seconda volta per trasferirsi al Vélez. Tuttavia passarono solo un paio d'anni, in cui il River chiuse un campionato al penultimo posto e si salvò grazie alla nuova riforma del campionato precedentemente ufficializzata, e Alonso ritornò ad indossare i colori biancorossi. Prima di lui, nel 1983, arrivò a Buenos Aires il giovane Enzo Francescoli dagli uruguagi del Montevideo Wanderers. Francescoli giocò nel River in due periodi diversi, guadagnando fama internazionale e diventando noto come El Principe.

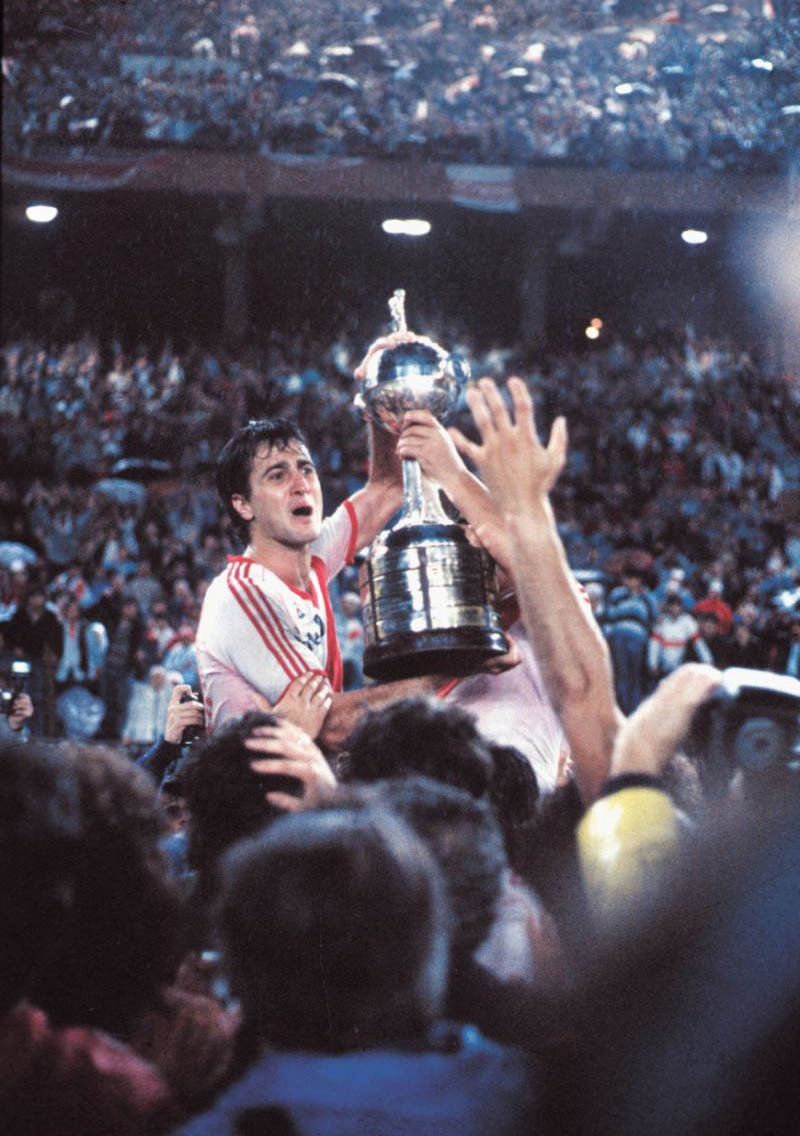
Beto Alonso con la Coppa Libertadores 1986

Nel 1986, grazie ai 25 gol di Francescoli e sotto la guida del tecnico Héctor Veira, il River vinse il campionato con la nuova formula che prevedeva scontri di andata e ritorno. La vittoria matematica del titolo arrivò il 9 marzo grazie al 3-0 ai danni del Vélez.
Qualche mese dopo, pur perdendo Francescoli che andò a giocare per il Racing Club di Parigi, il River ritornò per la terza volta nella sua storia in finale di Coppa Libertadores. Come rivali c'erano i colombiani dell'América de Cali che furono sconfitti sia nel match di andata (2-1 con i gol di Funes e Alonso) che in quello di ritorno (1-0, gol di Funes). Questa vittoria diede il pass per giocare a Tokyo la Coppa Intercontinentale contro la Steaua Bucarest, partita vinta 1-0 dagli argentini grazie ad una rete di Antonio Alzamendi, e successivamente per affrontare la Liga Deportiva Alajuelense in un doppio confronto che mise in palio la Coppa Interamericana: grazie al successo per 3-0 al ritorno a Buenos Aires il River chiuse questo ciclo di vittorie oltre i confini nazionali mettendo in bacheca le prime 3 coppe della sua storia.

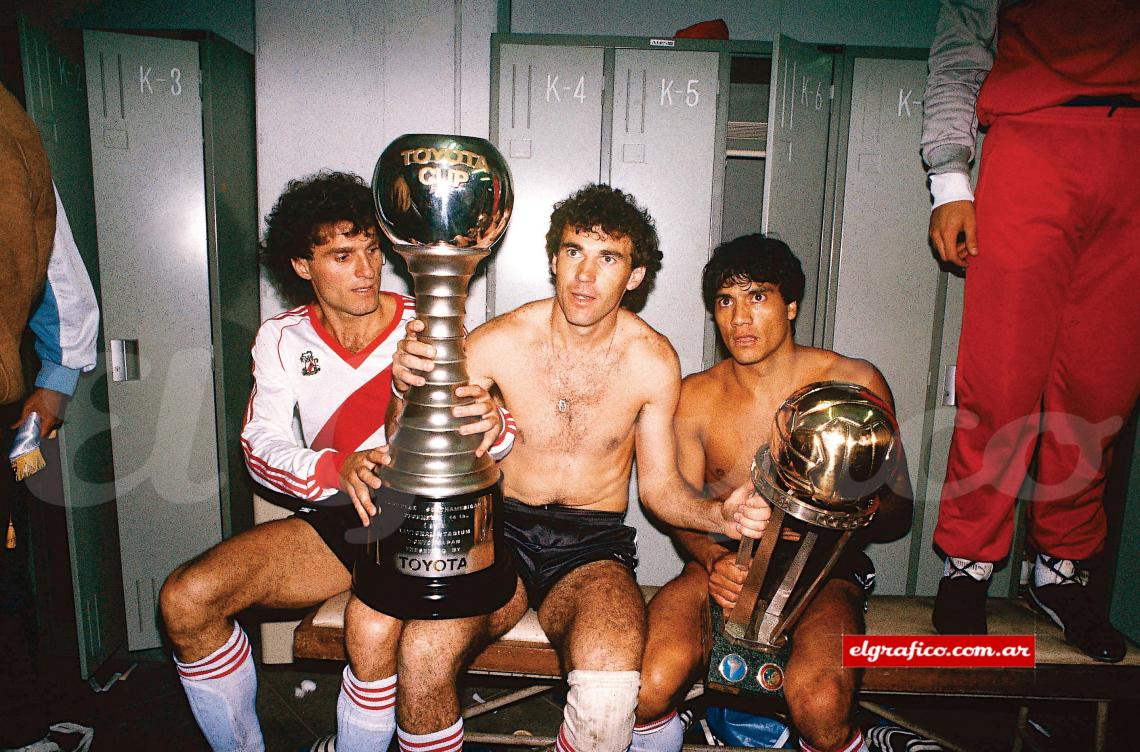
Da sinistra: Oscar Ruggeri, Nery Pumpido ed Héctor Enrique posano con la Coppa Intercontinentale 1986.

Il buon momento nelle coppe negli anni 1980 si interruppe nelle edizioni della Supercoppa Sudamericana. Nel 1988 il River affrontò in semifinale il Racing e dopo aver perso la gara d'andata per 2-1 fu eliminato nella gara di ritorno da un gol allo scadere di Néstor Fabbri. L'anno dopo furono i calci di rigore, con un errore anche di un giovane Batistuta, a sancire l'eliminazione contro i brasiliani del Gremio.

### Gli anni 1990: l'era di Ramón Díaz
Negli anni 1990 diverse figure biancorosse si alternarono sulla panchina del River. Dopo l'esperienza di Reinaldo Merlo nel 1989 fu la volta di Daniel Passarella, che aveva chiuso la carriera di calciatore in Argentina dopo l'esperienza italiana con Fiorentina e Inter. Sotto la sua gestione il club vinse il campionato del 1990, il Torneo Apertura nel 1991 e nel 1993. Diverso fu l'esito nelle coppe: nella Coppa Libertadores del 1990, dopo aver eliminato l'Independiente ai quarti di finale, arrivò a giocarsi l'accesso alla finale ai rigori contro gli ecuadoriani del Barcelona che si imposero per 4-3. Il River fu eliminato ai rigori anche nei quarti di finale della Supercoppa Sudamericana dai paraguaiani dell'Olimpia.
Nella Supercoppa Sudamericana del 1991 giunse sino alla finale contro i brasiliani del Cruzeiro, ma dopo aver vinto la gara d'andata per 2-0 subì la rimonta dei brasiliani che si laurearono campioni imponendosi al ritorno per 3-0. Il duello con il Cruzeiro si ripresentò anche l'anno successivo ai quarti di finale della Supercoppa Sudamericana, dove ebbero la meglio ancora i brasiliani ai rigori. Il River fu eliminato ancora ai rigori nell'edizione successiva, quella del 1993, ai quarti di finale contro il Flamengo.
Nel 1991 il River registrò anche una serie negativa contro i rivali del Boca Juniors: per 13 partite non trovò la vittoria e subì pure due sconfitte durante i gironi della Coppa Libertadores del 1991.
Finito il ciclo di Daniel Passarella, la guida tecnica passò nelle mani del suo assistente, altro ex giocatore del River, Américo Gallego, che trovò una squadra con alcuni giovani talenti cresciuti nelle giovanili del River come Ariel Ortega, Hernán Crespo e Marcelo Gallardo, ai quali si aggiunse Enzo Francescoli, di ritorno dalla Serie A italiana. Nel Torneo Apertura del 1994 il River vinse per la prima volta nella sua storia un campionato da imbattuto, vincendo anche il Superclásico alla Bombonera per 3-0 alla penultima giornata del campionato. Ai quarti di finale della Supercoppa Sudamericana del 1994 il River fu eliminato ai rigori a causa di un tiro fallito da Sergio Berti.
Nel 1995 Américo Gallego lasciò il club per tornare a fare da assistente a Daniel Passarella, che era andato a guidare la nazionale argentina. Il suo posto venne preso da Carlos Babington, ma la sua esperienza fu breve: qualche mese dopo l'incarico venne affidato al giovane Ramón Díaz, ex attaccante formatosi nelle giovanili del River con un passato anche nella Serie A italiana negli anni 1980.
Il ciclo di Díaz iniziò con due eliminazioni in semifinale nelle coppe avvenute ancora una volta ai rigori. Nella semifinale di Coppa Libertadores 1995, ottenuta ai danni dei campioni in carica del Vélez (sconfitti ai quarti di finale), furono i colombiani dell'Atletico Nacional ad avere la meglio, grazie ad un rigore parato da René Higuita a Matías Almeyda, mentre fu l'Independiente ai rigori ad eliminare dalla Supercoppa Sudamericana 1995 il River Plate, che era arrivato fin lì superando sia il Peñarol che il Gremio ai rigori.
Nel 1996-1997 il River vinse il Torneo di Apertura e il Torneo di Clausura, quest'ultimo staccandosi presto dalle inseguitrici. Ciò consentì alla squadra di Díaz di concentrarsi solo sulla Coppa Libertadores. Superato il girone da imbattuti, i biancorossi eliminarono agli ottavi di finale i peruviani dello Sporting Cristal con un secco 5-2 nella gara di ritorno. In questa occasione Hernán Crespo mise a segno in rovesciata uno dei gol più belli della sua carriera. Ai quarti ci fu lo scontro con il San Lorenzo dell'ex tecnico Héctor Veira: in una doppia sfida combattuta risultò decisivo il gol di testa di Ariel Ortega, che diede la vittoria esterna al River nella gara di andata (il ritorno finì 1-1). L'ennesima semifinale questa volta vide come rivale una squadra cilena, la Universidad de Chile di un giovane Marcelo Salas. Dopo il 2-2 dell'andata, fu un tiro da fuori area di Matías Almeyda a rompere l'equilibrio nella gara di ritorno (in una gara molto dura e contestata dai cileni) e dare l'accesso al River alla quarta finale di Libertadores. Come nel 1986, l'avversario in finale fu la squadra colombiana dell'America de Cali. Nella gara d'andata un rigore parato da Germán Burgos e un salvataggio sulla linea di Hernán Díaz permisero agli argentini di limitare i danni e di tornare in Argentina con una sconfitta di misura per 1-0. Nella gara di ritorno, il 26 giugno 1996, il River Plate conquistò la seconda Coppa Libertadores della propria storia grazie a una doppietta di Hernán Crespo.
Il 26 novembre 1996 la finale della Coppa Intercontinentale si disputò ancora a Tokyo. L'edizione, decisa in gara unica, vide contendersi il titolo gli italiani della Juventus, vittoriosi nella finale di Champions League contro l'Ajax (negando agli olandesi la seconda partecipazione consecutiva) e proprio gli argentini del River Plate. La sfida fu decisa in favore degli italiani da un gol di Alessandro Del Piero a pochi minuti dalla fine.
Sconfitto a Tokyo, il River si aggiudicò comunque i Tornei di Apertura e Clausura della Primera División 1996-1997. Nel 1997 mise in bacheca anche la sua prima Supercoppa Sudamericana, battendo in finale il San Paolo, grazie a Marcelo Salas and Marcelo Gallardo. Dopo aver vinto tre campionati e la Supercoppa Sudamericana, Enzo Francéscoli si ritirò dall'attività agonistica. La squadra del River 1996-1997 è considerata ancora oggi una delle migliori nella storia del calcio sudamericano, potendo annoverare stelle come Francéscoli, Salas, Julio Cruz, Ariel Ortega, Marcelo Gallardo, Juan Pablo Sorín, Germán Burgos, Celso Ayala, Matías Almeyda, Sergio Berti e Santiago Solari.
Nel 1999 il River vinse l'ultimo titolo della gestione Ramón Díaz, quello di Apertura, piazzando la stella Javier Saviola in vetta alla classifica dei cannonieri con 15 gol. Saviola è anche il più giovane esordiente con la maglia del River, avendo debuttato in maglia biancorossa a 16 anni. Elemento chiave di quella squadra era anche Pablo Aimar.
In quell'anno la rivista sportiva argentina El Gráfico nominò il River Plate Campione del Secolo, Campeón del Siglo.

### Gli anni 2000: alti e bassi
Il 25 maggio 2001 il River Plate celebrò i propri 100 anni di storia con una marcia di nome Carovana monumentale e un'amichevole contro il Peñarol. La stagione fu avara di soddisfazioni: nella Libertadores l'eliminazione arrivò ai quarti di finale contro il Cruz Azul e il club cedette le sue stelle Pablo Aimar e Javier Saviola, che approdarono rispettivamente al Valencia e al Barcellona.
Nel 2002 Ramón Díaz tornò alla guida della squadra, sostituendo Gallego. Tornò al River anche Ariel Ortega, che si affiancò a promesse del settore giovanile quali Andrés D'Alessandro e Fernando Cavenaghi, promosse in prima squadra. La compagine di Buenos Aires vinse il Torneo di Clausura, il settimo della sua storia, e impreziosì l'annata con una vittoria per 3-0 alla Bombonera contro il Boca. Ramón Díaz lasciò il River alla fine dell'anno per divergenze con il presidente José María Aguilar.
Nel 2003 il River del tecnico cileno Manuel Pellegrini si aggiudicò il Torneo di Clausura grazie a calciatori quali Leonardo Astrada (ritiratosi alla fine del torneo), D'Alessandro, Cavenaghi, Javier Mascherano e Martín Demichelis. Arrivò in finale nella Coppa Sudamericana, che perse nel dicembre 2003 contro la compagine peruviana del Cienciano.
Nel gennaio 2004 Leonardo Astrada, appena ritiratosi dall'attività agonistica, fu nominato allenatore del River Plate. Sotto la sua gestione, durata un anno e mezzo, il River vinse il suo trentaduesimo titolo nazionale, il Torneo di Clausura. Nell'andata della semifinale di Coppa Libertadores perse per 1-0 contro il Boca Juniors una partita segnata da incidenti tra i tifosi delle due squadre. La gara di ritorno, giocata al Monumental, si concluse con una vittoria per 2-1 del River, che poi perse ai rigori. Dopo la Coppa America 2004 e le Olimpiadi di Atene (dove l'Argentina vinse la sua prima medaglia d'oro anche grazie a Mascherano e Lucho González, elementi chiave del River), il club cedette la maggior parte delle proprie stelle: lasciarono il Monumental Cavenaghi, Lucho González, Javier Mascherano, Marcelo Salas (che era tornato al River nel 2003) e Maxi López. Dell'ultima stagione di Astrada si ricorda la semifinale di Coppa Libertadores 2005, dove il River fu eliminato dal San Paolo.
Il successore Reinaldo Merlo, nominato allenatore ad agosto, si dimise nel gennaio 2006 dopo aver mancato la vittoria dell'Apertura, conclusa al sesto posto. Al suo posto fu scelto Daniel Passarella, che ottenne il terzo posto nel Clausura nel 2005-2006 e il terzo nell'Apertura e il quarto nel Clausura nel 2006-2007.
Dopo un inizio negativo della stagione 2007-2008, con il quattordicesimo posto nel Torneo di Apertura, Passarella fu sostituito da Diego Simeone, posto alla guida della squadra nel gennaio 2008. Il nuovo tecnico condusse i suoi alla vittoria del primo titolo dopo quattro anni, vincendo il Torneo di Clausura.
L'anno dopo il tecnico lasciò il suo incarico a metà della stagione (dopo quattordici giornate) a causa di una prima parte di stagione negativa. Gli subentrò Néstor Gorosito. Per la prima volta nella sua storia nel Torneo di Apertura del 2008 il River terminò all'ultimo posto, cui seguì l'ottavo posto nel Torneo di Clausura.
Il periodo poco felice del River proseguì con due mediocri piazzamenti nei Tornei di Apertura e Clausura della stagione 2009-2010, in cui si avvicendarono gli allenatori Astrada e Ángel Cappa.

### Gli anni 2010: retrocessione e risalita

#### 2011: l'annus horribilis del River Plate

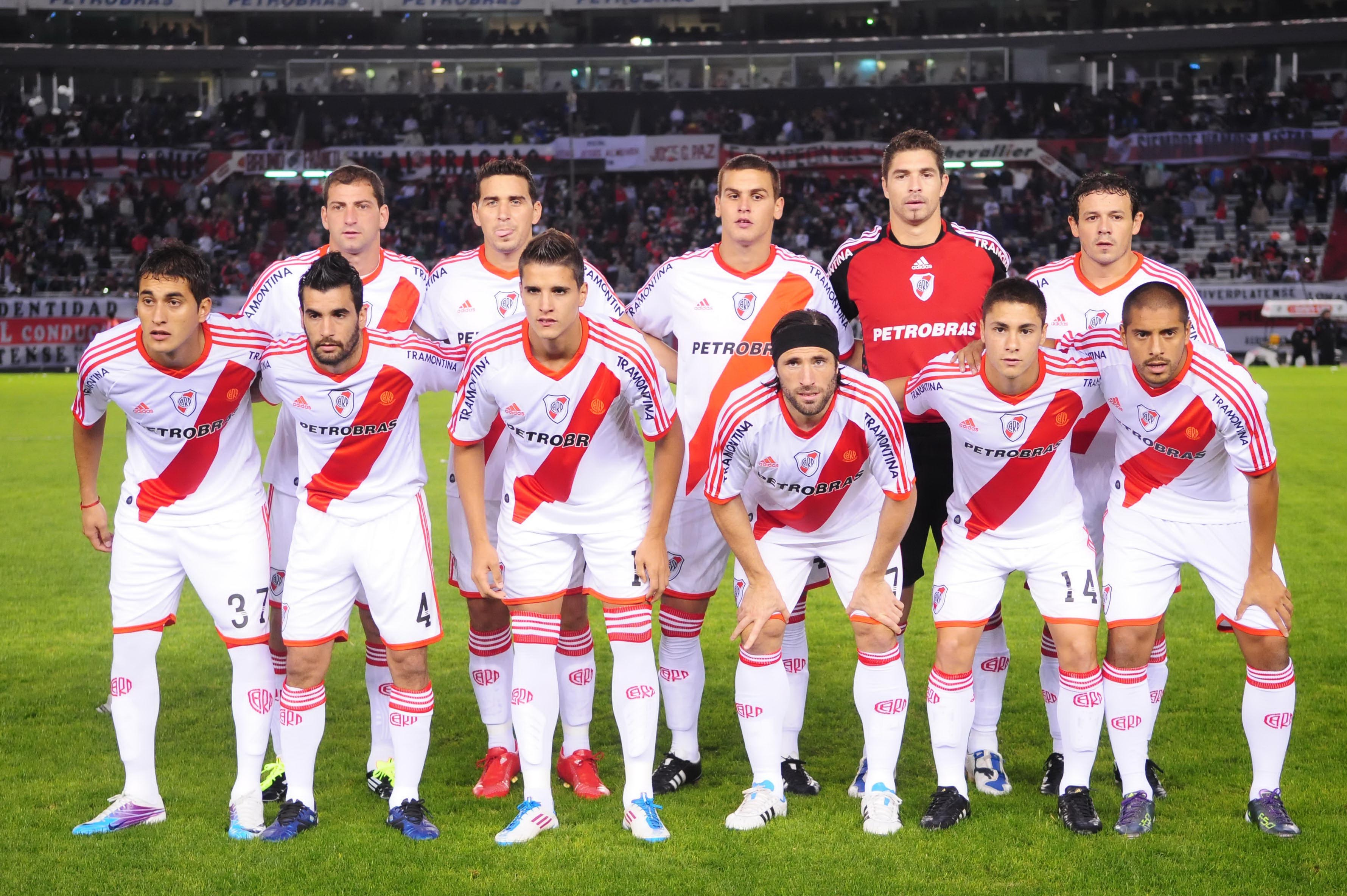
Una formazione del River nella nefasta stagione 2010-2011, conclusasi con la prima retrocessione in seconda divisione nella storia del club

Non ebbe migliore fortuna il tecnico Juan José López: sotto la sua guida, nel 2010-2011 la squadra chiuse il Torneo di Apertura al quarto posto, ma nel Clausura risultò la nona classificata e in virtù della media punti delle ultime tre stagioni fu costretta a disputare lo spareggio retrocessione/promozione contro il Belgrano, classificatosi quarto in seconda divisione. Persa per 2-0 l'andata giocata il 23 giugno 2011 a Córdoba, il 26 giugno non andò oltre il pareggio per 1-1 nel ritorno. Questi risultati determinarono la promozione del Belgrano in Primera División e la prima retrocessione in Primera B Nacional in centodieci anni di storia del River Plate. Al fischio finale della partita si verificarono scontri tra i tifosi delle due squadre e la polizia dopo violente proteste fuori dallo stadio.

#### 2012: la risalita
Per la risalita in Primera División la società affidò la panchina a Matías Almeyda, che aveva lasciato il calcio giocato dopo la retrocessione, mentre due ex Millonarios come Fernando Cavenaghi e Alejandro Damián Domínguez fecero ritorno in Argentina per aiutare con la loro esperienza il club nel suo periodo di maggiore difficoltà. Successivamente tornerà Leonardo Ponzio e arriverà David Trezeguet, che risulterà decisivo per la promozione. Il ritorno in prima divisione avvenne il 23 giugno 2012, grazie alla doppietta dell'attaccante francese contro l'Almirante Brown.
Durante il Torneo Inicial 2012 i rapporti con la dirigenza ed i tifosi si fecero sempre più tesi e portarono il club a sollevare il tecnico dall'incarico a sole due giornate dal termine del torneo, con la squadra che navigava a metà classifica. Il suo posto fu preso da Ramon Díaz, che tornò a sedersi sulla panchina del River per la terza volta.

#### 2013-2014: River Plate di nuovo campione
Nella stagione 2013-14 il River Plate tornò campione d'Argentina per la 35ª volta: prima si aggiudicò il Torneo Final grazie alla vittoria per 5-0 contro il Quilmes, successivamente batté per 1-0 il San Lorenzo, la squadra vincitrice del Torneo Inicial, nella finale disputatasi a Mendoza il 25 maggio 2014, sebbene il titolo non sia riconosciuto come ufficiale.

#### 2014-oggi: i successi della gestione Gallardo

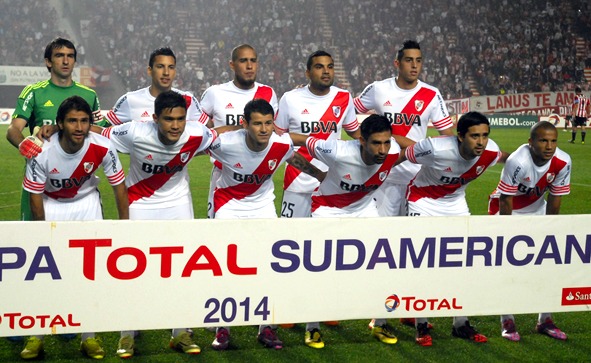
Il River che vinse per 1-2 in casa dell' nell'andata dei quarti della Coppa Sudamericana 2014, il 29 ottobre 2014

Nell'estate del 2014 il tecnico Ramón Díaz si dimise dall'incarico. Al suo posto subentrò Marcelo Gallardo, altro ex giocatore del River con all'attivo un'esperienza vincente sulla panchina del Nacional di Montevideo. Il nuovo corso partì bene. La squadra, infatti, stabilì, il 9 novembre 2014, il nuovo record d'imbattibilità della propria storia: 31 partite senza sconfitte (21 vittorie e 10 pareggi), che superarono la striscia di 29 partite fatta registrare tra il 1941 e il 1942 ed eguagliarono il precedente record di 31 partite che risaliva al 1922, durante l'era amatoriale del calcio argentino.
A porre fine alla striscia senza sconfitte fu l'Estudiantes, club che era stato eliminato dal River Plate dalla Coppa Sudamericana ai quarti di finale. Proprio quel successo diede al River Plate l'occasione per prendersi una rivincita contro il Boca Juniors, dieci anni dopo l'eliminazione nella semifinale della Coppa Libertadores 2004. La gara di andata fu priva di emozioni e rimase bloccata sullo 0-0. Al Monumental, nella gara di ritorno, il Boca fallì un calcio di rigore al primo minuto di gioco con l'attaccante Gigliotti. Dieci minuti dopo fu Leonardo Pisculichi a portare in vantaggio il River Plate. Il gol fu sufficiente per guadagnare la finale contro i colombiani dell'Atlético Nacional, contro cui fu ancora Pisculichi ad andare a segno nella gara di andata, terminata 1-1. Al ritorno in Argentina il River Plate si impose per 2-0 con i gol di Gabriel Mercado e Germán Pezzella, mettendo così in bacheca la sua prima Coppa Sudamericana.
Nel febbraio 2015 il River ebbe dunque l'opportunità di giocare la gara che assegnava la Recopa Sudamericana, una sfida tutta argentina contro il San Lorenzo, vincitore della Coppa Libertadores 2014. Due gol di Carlos Sánchez, uno all'andata e uno al ritorno, diedero al River Plate la vittoria, la settima a livello internazionale. Il 1º luglio il club ingaggiò il quasi 34enne Javier Saviola, che fece ritorno al River dopo quattordici anni.
Il 5 agosto 2015 il River Plate vinse anche la Coppa Libertadores per la terza volta nella sua storia, battendo per 3-0 il Tigres nella finale di ritorno dopo lo 0-0 dell'andata, con le reti di Lucas Alario, Carlos Sánchez e Ramiro Funes Mori. Per il River fu il quindicesimo titolo internazionale, il terzo dell'anno. In campionato tre pareggi e sei sconfitte nelle ultime dodici partite fecero poi precipitare la squadra in classifica, fino al deludente nono posto finale. In Coppa Sudamericana il River arrivò in semifinale, dove fu eliminato dai connazionali dell'Huracán.
Nel dicembre 2015 la squadra prese parte alla Coppa del mondo per club FIFA, in Giappone. Debuttò il 16 dicembre in semifinale, sconfiggendo per 1-0 (gol di Lucas Alario) allo Stadio Nagai di Osaka la squadra campione del Giappone, il Sanfrecce Hiroshima. Nella finale del 20 dicembre perse per 0-3 contro il Barcellona.
Il 16 dicembre 2016 il River Plate si aggiudicò la sua prima Copa Argentina battendo in finale il Rosario Central con un rocambolesco 4-3, grazie alla tripletta di Lucas Alario e la rete finale di Iván Alonso.

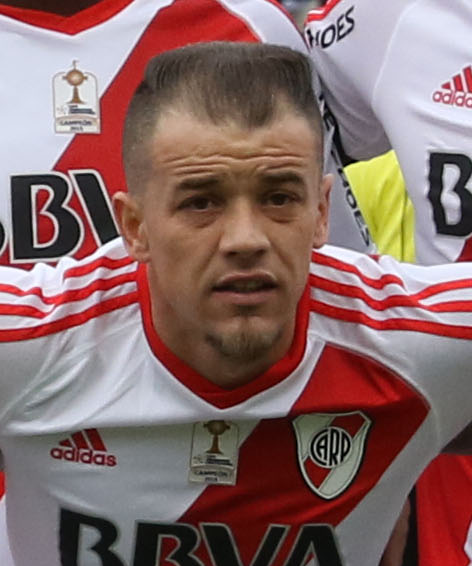
Andrés D'Alessandro nell'aprile 2016

Ceduti Carlos Sánchez e Matías Kranevitter, la squadra dovette fronteggiare anche il vuoto lasciato da Javier Saviola, ritiratosi dall'attività agonistica nel gennaio 2016. A rimpiazzarlo fu chiamato, nel febbraio 2016, Andrés D'Alessandro, prelevato in prestito per un anno dall'Internacional e tornato a vestire la maglia del River dopo tredici anni. Il campionato, chiusosi nel maggio 2016, vide i Millionarios faticare e chiudere noni nella zona A. Non andò meglio in Coppa Libertadores, dove il River, campione del Sudamerica in carica, cadde agli ottavi di finale contro la sorpresa del torneo, l'Independiente del Valle poi finalista del torneo (sconfitta per 0-2 a Sangolquí e vittoria per 1-0 al Monumental con gol di Alario).
Il secondo semestre del 2016 si aprì con le partenze eccellenti di Marcelo Barovero, Leonel Vangioni, Leonardo Pisculichi e Gabriel Mercado, tutti elementi chiave dell'undici di Gallardo. Poche settimane dopo lasciò il club anche Lucho González. Come pilastri della squadra rimasero dunque Andrés D'Alessandro, Leonardo Ponzio, nominato capitano, e Jonathan Maidana, a cui si affiancarono giovani di valore come Augusto Batalla, Gonzalo Montiel, Emanuel Mammana, Exequiel Palacios, Lucas Martínez Quarta, Iván Rossi e Sebastián Driussi, titolare dell'attacco con Lucas Alario. Il semestre vide il River impegnato anche nella Recopa Sudamericana e nella Copa Argentina, fondamentale perché possibile strada di accesso alla Coppa Libertadores, che non era stata raggiunta tramite il campionato.
Ad agosto, nella gara che assegnava la Recopa Sudamericana 2016, il River ebbe la meglio nella doppia sfida con i colombiani del Santa Fe (0-0 a Bogotà, 2-1 al Monumental). Fu il quinto titolo sotto la gestione di Gallardo. Il River proseguì i successi mettendo in bacheca anche la Copa Argentina dopo una striscia record fatta solo di vittorie nel torneo, con 15 gol fatti e solo 4 subiti. In finale, allo Stadio Mario Alberto Kempes di Córdoba, cadde il Rosario Central, battuto per 4-3 con tripletta di Alario (che divenne capocannoniere del torneo con 7 gol) e rete di Iván Alonso. La vittoria valse alla squadra di Buenos Aires la qualificazione alla Supercopa Argentina e alla Coppa Libertadores 2017.
Il 2017 iniziò con la sconfitta per 3-0 contro il Lanús nella gara del 4 febbraio che assegnava la Supercopa Argentina 2016. Nel febbraio 2017 D'Alessandro lasciò nuovamente il River per fine prestito. Il River fu impegnato in campionato e nella Coppa Libertadores 2017, competizione passata alla formula annuale, quindi disputata da gennaio a novembre. Dopo un inizio negativo si ritrovò con 12 punti di ritardo dalla capolista Boca Juniors. Grazie a 22 punti ottenuti in 9 giornate (8 vittorie e un pareggio), in campionato il River scalò diverse posizioni di classifica e giunse al Superclásico da seconda classificata. Sconfiggendo per 1-3 il Boca alla Bombonera (reti di Gonzalo Martínez, Lucas Alario e Sebastián Driussi) e una settimana dopo, sempre in trasferta, il Gimnasia (LP) per 0-3, salì in vetta alla classifica. Ciononostante, nelle ultime 5 giornate ottenne solo 5 punti sui 15 disponibili e terminò il campionato al secondo posto, a 7 dalla capolista Boca Juniors e a pari punti con l'Estudiantes (LP). In Coppa Libertadores il Boca vinse il girone con 13 punti (4 vittorie, un pareggio e una sconfitta).
Nel secondo semestre del 2017 la squadra perse Sebastian Driussi e Lucas Alario, ceduti in Europa per cifre milionarie, mentre arrivarono Ignacio Scocco, Javier Pinola, Enzo Pérez e il rientrante Germán Lux, di nuovo al River dopo dodici anni. Marcelo Gallardo disponeva di una squadra rodata per puntare al campionato, alla Coppa Libertadores e alla Copa Argentina. Eliminati agli ottavi di Libertadores i paraguaiani del Guarani (0-2 allo Stadio Defensores del Chaco e 1-1 al Monumental), il River si impose ai quarti contro i boliviani del Wilstermann, ribaltando con un clamoroso 8-0 nel ritorno in casa (cinque gol di Ignacio Scocco) la sconfitta per 3-0 subita all'andata a Cochabamba. Allo storico successo in Libertadores seguì un periodo di rallentamento in campionato, con 3 vittorie e 3 sconfitte. In semifinale di Libertadores, contro i connazionali del Lanús, il River vinse per 1-0 in casa (gol di Ignacio Scocco e si portò sul 0-2 nella sfida di ritorno alla Fortaleza, ma il Lanús fu autore di una grande rimonta e si impose per 4-2, guadagnando la qualificazione alla finale. La Copa Argentina vide un River in grande spolvero, come l'anno precedente: i Millionarios realizzarono 19 reti e ne subirono solo 3, vincendo spesso in goleada e raggiungendo la finale contro l'ostico Atl. Tucumán, che nel suo cammino verso l'atto conclusivo del torneo aveva eliminato squadre importanti di Primera División. Il 9 dicembre 2017, allo Stadio Malvinas Argentinas di Mendoza, il River vinse per 2-1 con reti di Ignacio Scocco e Ignacio Fernández, diventando così la prima squadra capace di vincere la Copa Argentina per due volte di fila.
Il successo in finale di coppa nazionale consentì al River di contendere al Boca Juniors la Supercopa Argentina 2017. La sfida, disputatasi a Mendoza il 15 marzo 2018, vide la vittoria del River per 2-0, con gol di Ignacio Scocco e Gonzalo Martínez.
Il 9 dicembre 2018 il River si laureò campione del Sudamerica per la quarta volta nella propria storia, prevalendo nell'inedito superclassico finale contro gli arcirivali del Boca Juniors. Dopo aver vinto il proprio girone di prima fase con 3 vittorie e 3 pareggi in 6 partite, i Millionarios eliminarono i connazionali di Racing Club agli ottavi di finale e Independiente ai quarti, per poi estromettere in semifinale i detentori della coppa, i brasiliani del Grêmio. Nella doppia finale ebbero la meglio sul Boca dopo un pari (2-2) alla Bombonera e una vittoria per 3-1 ai tempi supplementari nella sfida di ritorno, inizialmente rinviata per incidenti e poi giocata al Santiago Bernabéu di Madrid. Per l'allenatore Gallardo fu il nono titolo alla guida della squadra, risultato che gli consentì di staccare José María Minella ed eguagliare Ramón Díaz.
Il River Plate partecipò, in Qatar, alla Coppa del mondo per club FIFA in qualità di squadra campione del Sudamerica. Il 18 dicembre 2018, in semifinale, perse a sorpresa contro l'Al-Ain, squadra campione degli Emirati Arabi Uniti e padrona di casa, per 4-5 ai tiri di rigore (2-2 dopo i tempi supplementari). Il 22 dicembre ottenne il terzo posto nel torneo battendo per 4-0 i giapponesi del Kashima Antlers nella finale di consolazione.
Nel maggio 2019 la squadra partecipò alla prima edizione della Copa de la Superliga, torneo a eliminazione diretta in programma dopo la stagione regolare di Primera División. Rientrando tra le prime sei classificate in campionato, la squadra biancorossa partì dagli ottavi di finale, dove eliminò facilmente l'Aldosivi, per poi essere eliminata dall'Atl. Tucumán (sconfitta per 3-0 in trasferta, vinse per 4-1 in casa, ma non fu sufficiente per la regola dei gol fuori casa). Nella Recopa Sudamericana 2019, cui fu ammesso in qualità di detentore della Copa Libertadores, il River superò l'Athl. Paranaense per 3-0 in casa dopo la sconfitta per 1-0 all'andata, mettendo così in bacheca il trofeo per la terza volta. L'allenatore Gallardo giunse a quota 10 titoli (di cui 7 nazionali e 3 internazionali, battendo il primato di Ramón Díaz. Il calciatore Leonardo Ponzio, con 13 titoli, divenne il giocatore più decorato del River Plate, uguagliando Norberto Yácono e Aristóbulo Deambrossi.
La Coppa Libertadores 2019 riservò, invece, un amaro epilogo al River. Dopo aver superato la fase a gironi ed eliminato il Cruzeiro agli ottavi di finale e il Cerro Porteño ai quarti, il club biancorosso ritrovò sulla propria strada il Boca Juniors e lo estromise dal torneo vincendo per 2-0 in casa e perdendo per 1-0 alla Bombonera. Il 23 novembre, però, il club biancorosso fu sconfitto nella prima finale in gara unica della storia del torneo dal Flamengo: malgrado l'iniziale vantaggio argentino firmato da Santos Borré, due gol segnati nei minuti finali dell'incontro da Gabriel Barbosa ribaltarono un esito che pareva segnato, dando la coppa ai brasiliani.
La sconfitta nella finale di Libertadores fu in parte mitigata, tre settimane dopo, dalla vittoria della Coppa Argentina, nella cui finale il River batté per 3-0 il Central Córdoba (R), aggiudicandosi per la terza volta il trofeo. In campionato, tuttavia, la squadra fu beffata all'ultima giornata dal Boca Juniors, che approfittò del pareggio dei rivali e, vincendo in casa, li scavalcò in classifica, privandoli del titolo nazionale.

## Colori e simboli

### Stemma
I colori sociali del club sono il bianco e il rosso, e si ritrovano anche nello stemma.

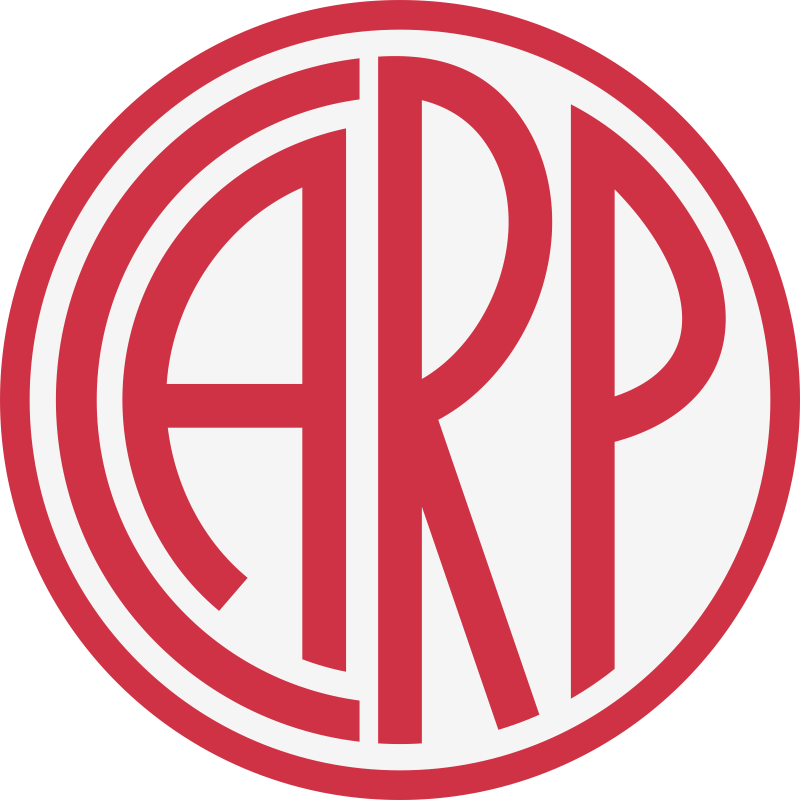
1930
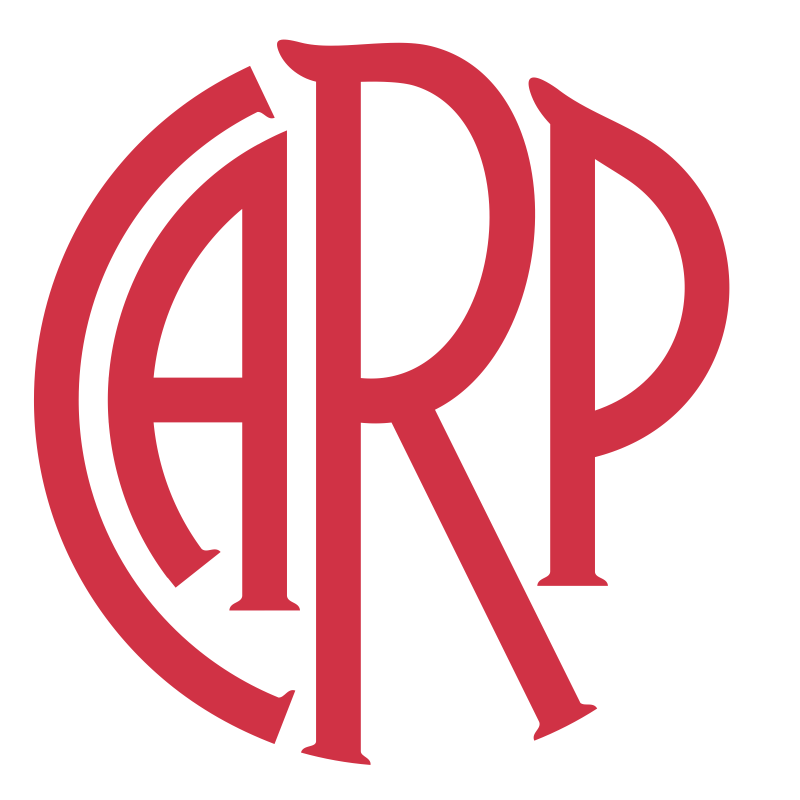
1941
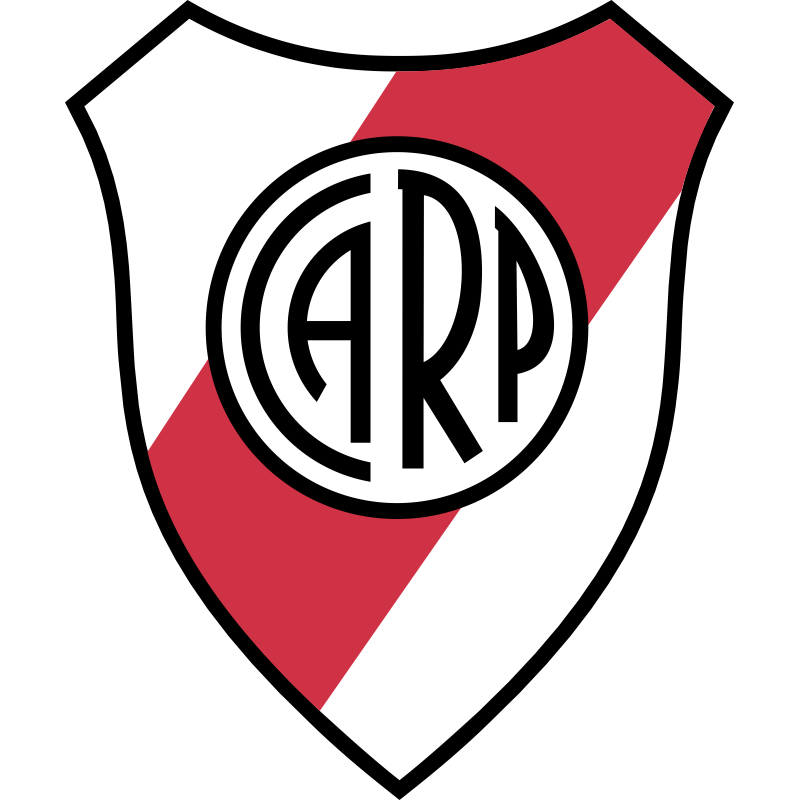
1947
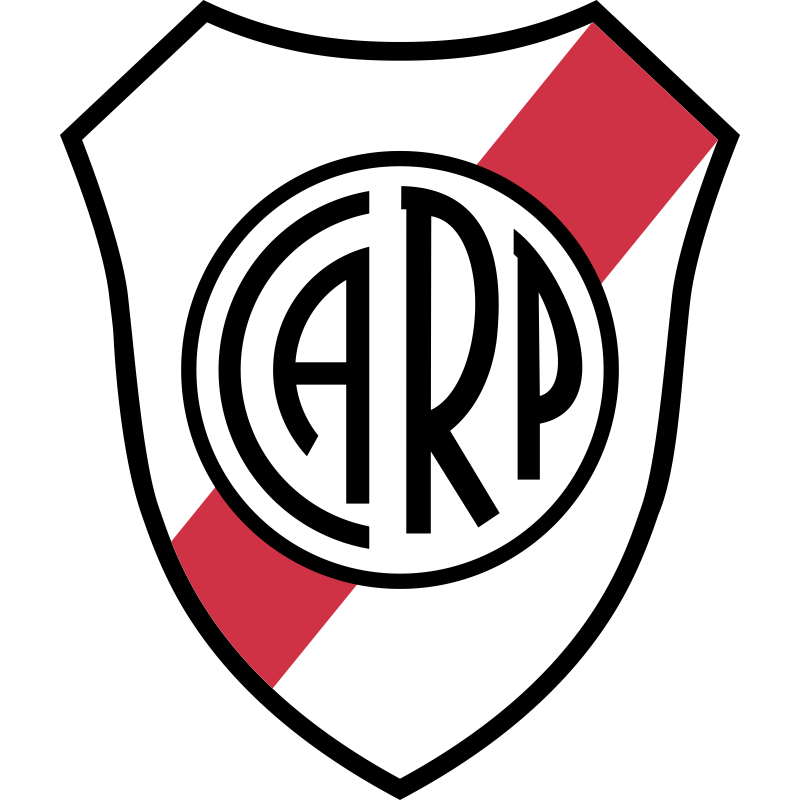
1969
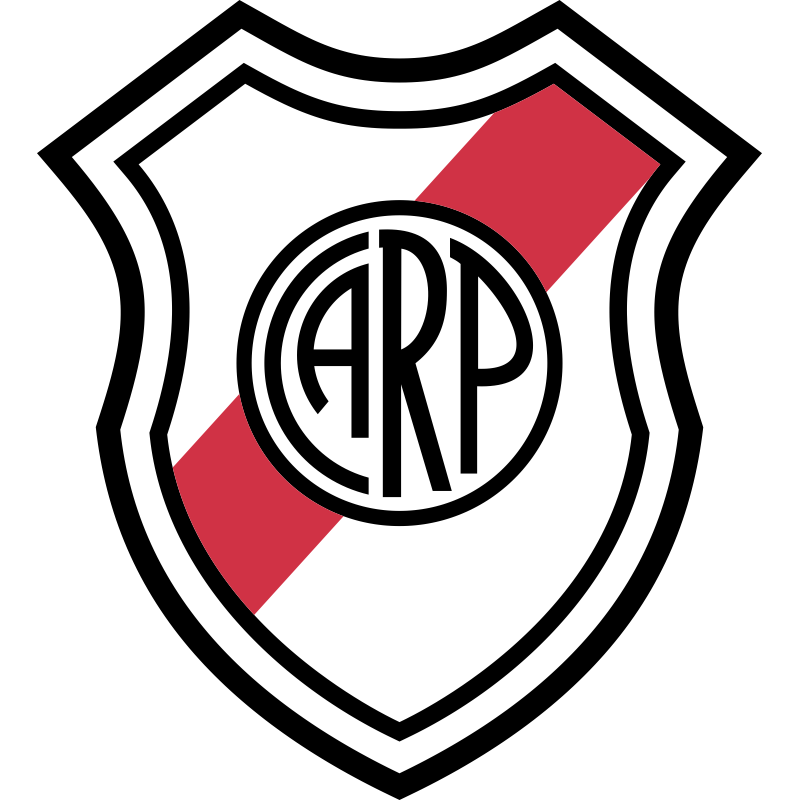
1993
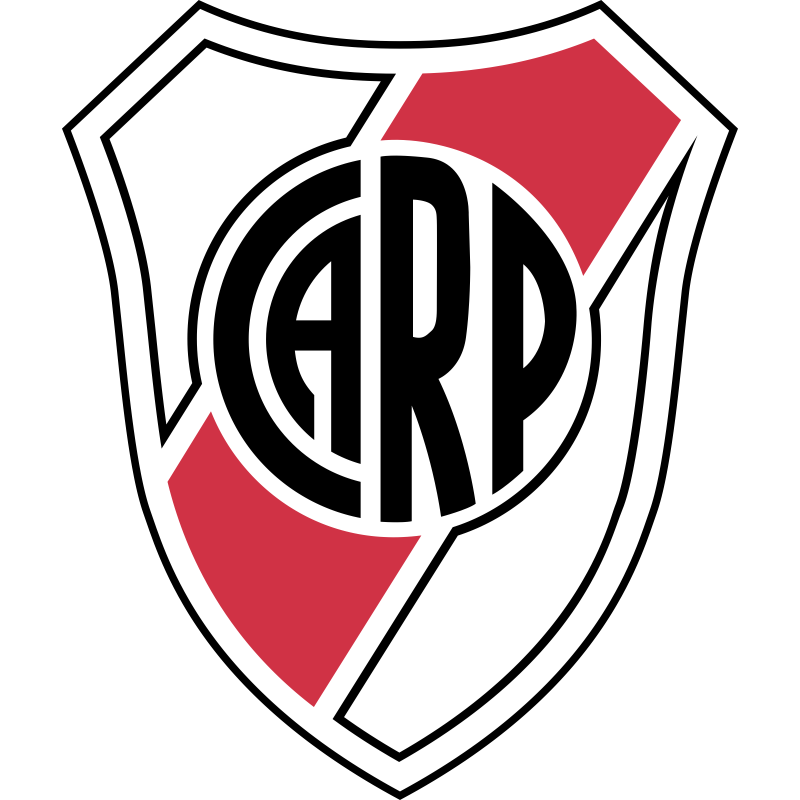
1998
2006
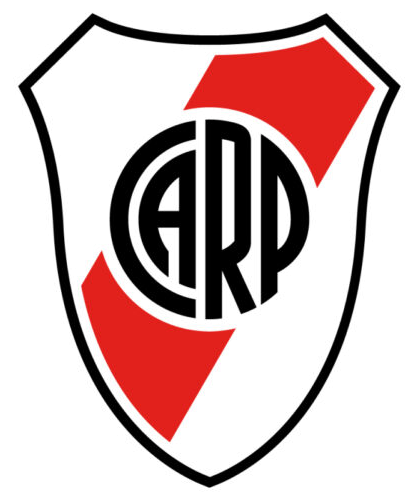
2022

### Divise

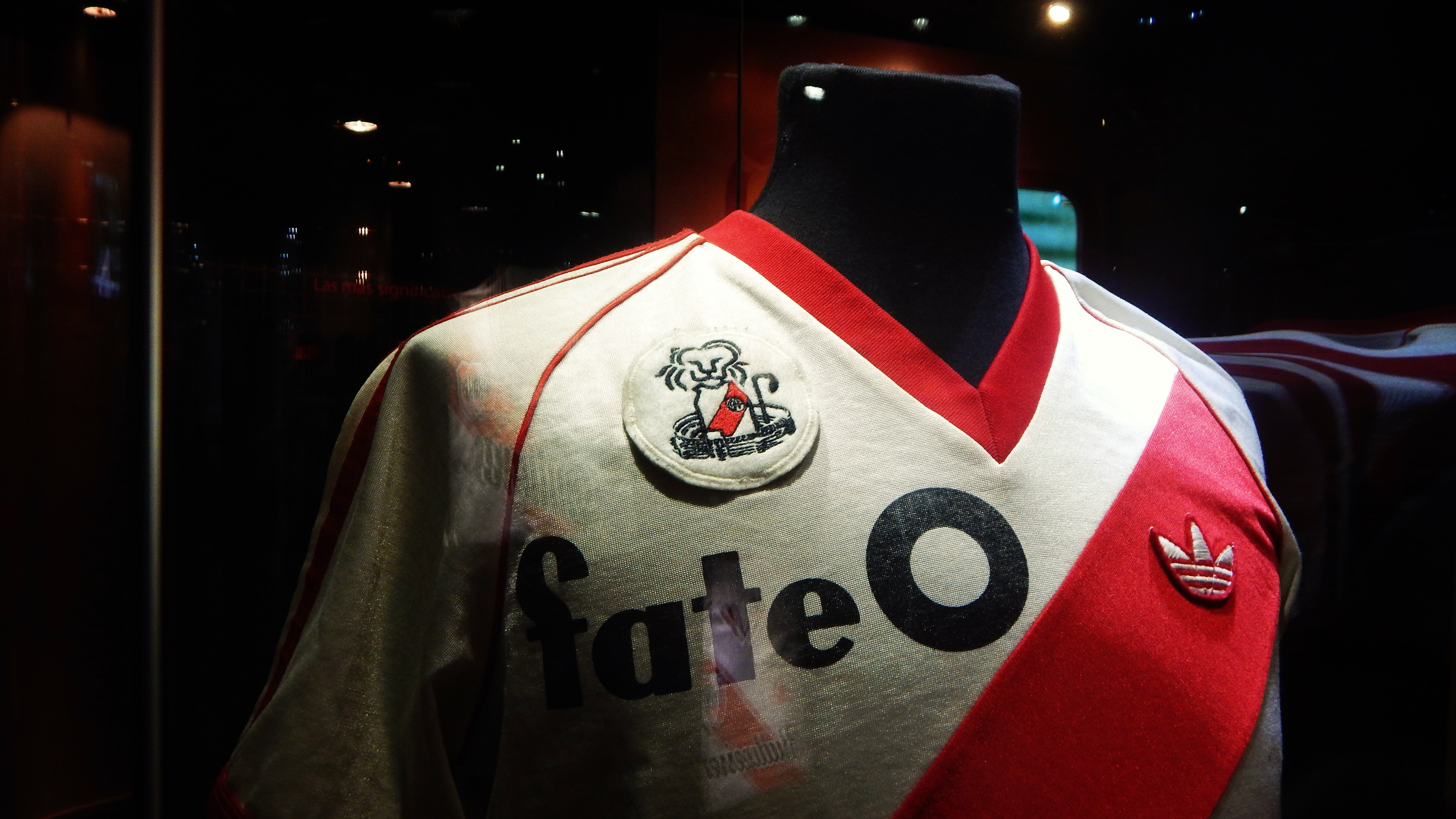
La maglia della stagione 1985

Secondo la versione riportata dal sito ufficiale del club platense la tenuta originaria del River era una maglia completamente bianca. In seguito, per distinguersi dalle altre squadre che adottavano la semplice maglia bianca fu aggiunta una banda trasversale di colore rosso. La seta rossa utilizzata per le maglie venne recuperata da quella che fasciava un carro allegorico del quartiere Belgrano di Buenos Aires durante il carnevale del 1901. Una volta tagliate le strisce vennero poi trasversalmente applicata alle maglie con degli spilli.
Un'altra versione, tuttavia non suffragata da alcun elemento ufficiale, ritiene che questi colori siano presi dall'insegna di San Giorgio, che prevede una croce rossa in campo bianco ed è la bandiera di Genova il rosso e il bianco sarebbero stati adottati poiché gran parte dei membri originari del club Santa Rosa erano di origine genovese.
La divisa per le partite casalinghe si completa generalmente con calzoncini neri e calzettoni bianchi. Lo sponsor tecnico è Adidas dal 1982, mentre dal 2019 il principale sponsor di maglia è Turkish Airlines.
La seconda maglia del River Plate in diverse occasioni è stata di colore granata o, comunque, contenente il rosso granata. Si tratta di un esplicito omaggio ai giocatori del Grande Torino, morti nella tragedia di Superga nel 1949. Il River Plate fu la prima e principale squadra che aiutò il Torino nella rifondazione dopo Superga attraverso la donazione di soldi e l'organizzazione di molte amichevoli, giocate sia con squadre sudamericane sia europee, il cui ricavato andò a scopo benefico per il Torino. Il Torino ed il River Plate sono perciò legate da allora da un gemellaggio e sono tuttora in ottimi rapporti, tanto che il Torino ha adottato quale seconda maglia per le stagioni 2007-2008 e 2016-2017 una casacca bianca con banda granata esplicitamente ispirata ai colori sociali del River.
| 1901 | 1904 | 1909 | 1932 | 1986-1987 |

| 1995-1996 | 1996-1997 | 2000-2002 | 2004-2005 | 2006-2008 |

| 2009-2010 | 2010-2011 | 2012-2013 | 2013-2014 | 2014-2015 |

| 2016 | 2018-2019 |  |

### Soprannomi

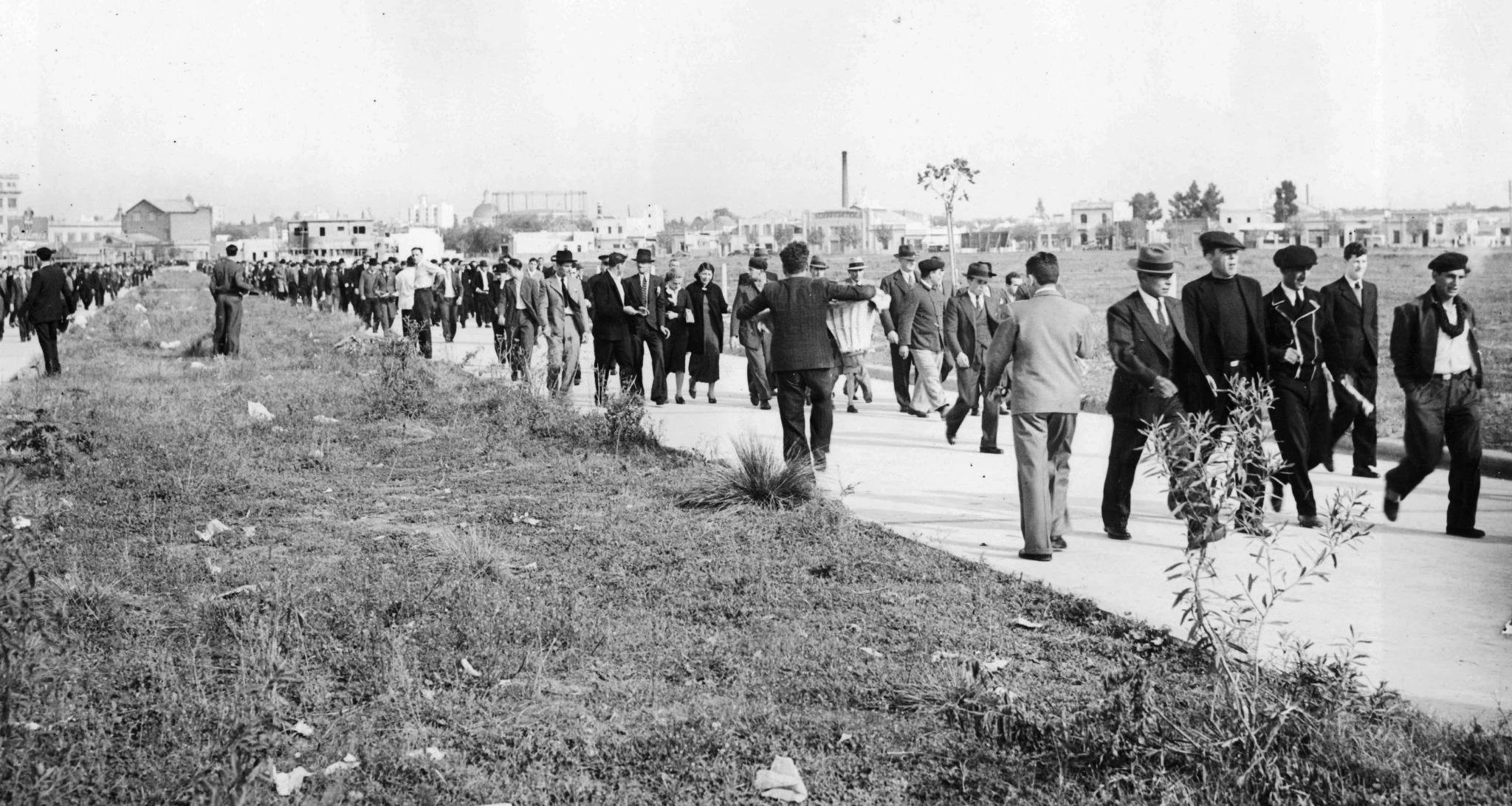
I sostenitori del River Plate camminano verso lo stadio nel 1938

La squadra viene soprannominata dai tifosi e dalla stampa Los Millonarios ("I Milionari"), popolarmente abbreviato in Los Millo, da quando, negli anni trenta, vennero fatti costosi acquisti di giocatori da altri club. Tra il 1979 e il 1981, la rosa del River era ritenuta tra le più costose al mondo.
I tifosi dei club rivali chiamano i giocatori e i tifosi del River Gallinas (letteralmente "galline", ma anche "polli"'). Questo soprannome venne coniato dopo la finale di Coppa Libertadores 1966 persa contro gli uruguaiani del Peñarol. Il River stava vincendo 2-0, ma si fece rimontare e perse 4-2. L'infamante nomignolo si rivelò appropriato nel periodo tra il 1957 e il 1975, quando i Millonarios arrivarono per undici volte secondi in campionato.
Nel 1999, una speciale uscita della rivista sportiva argentina El Gráfico diede al River Plate il nome di Campeón del Siglo ("Campione del Secolo"), per i successi ottenuti, specialmente i 28 campionati argentini, rispetto ai 19 del Boca Juniors e ai 13 dell'Independiente (nel 1999). L'anno successivo, in una votazione sponsorizzata dalla FIFA, il River venne nominato miglior squadra argentina del XX secolo.
A causa della banda rossa sulla maglia, ci si riferisce comunemente al River come El Equipo de la Banda Roja (la Squadra dalla Banda Rossa) o semplicemente come La Banda ("la Banda", anche nel senso di "gang" o, ancora, di "complesso musicale").
Nella storia, alcune squadre del River guadagnarono dei soprannomi. Si ricorda La Máquina ("la Macchina"), la squadra che monopolizzò il calcio argentino tra il 1941 e il 1945.
Nel 1996 e nel 1997, dopo una serie di titoli vinti (tre campionati argentini, una Coppa Libertadores e una Supercoppa Sudamericana), la stampa nominò quel River La Maquinita ("la Macchinetta"). Quel formidabile team annoverava tra le sue file Enzo Francescoli e giovani giocatori come Juan Pablo Sorín, Hernán Crespo, Ariel Ortega, Marcelo Salas, Marcelo Gallardo, Julio Cruz e Pablo Aimar (riserva).
Il River è considerato la squadra dell'aristocrazia di Buenos Aires, al contrario dell'arci-rivale Boca Juniors, originariamente di estrazione borghese e proletaria.

## Strutture

### Stadio

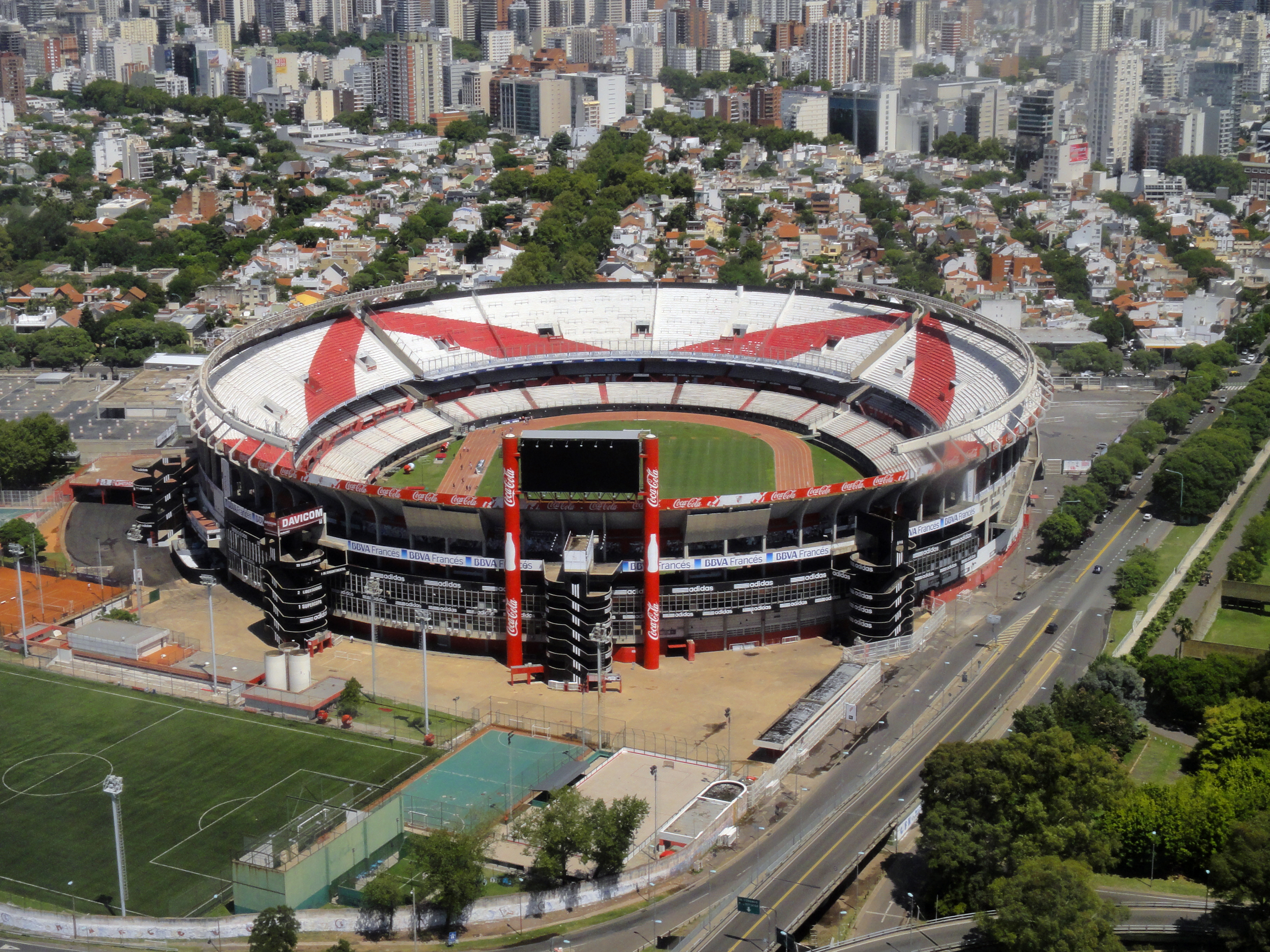
El Monumental

Il River Plate gioca le partite interne nello stadio Antonio Vespucio Liberti, più noto come El Monumental. Questo impianto è situato a Núñez, un barrio (quartiere) della Grande Buenos Aires. Con una capacità di 65.465 spettatori, lo stadio viene utilizzato anche per le gare della nazionale argentina.
La struttura dello stadio è tenuta sempre in ottime condizioni, e comprende ristoranti, albergo, piscina, negozi, pub, palestre ed il visitatissimo museo che racconta la storia del River Plate.
Nello stadio Monumental, infine, non è solo il calcio a farla da padrone, dal momento che al suo interno si tengono anche numerose manifestazioni culturali, festival e concerti, oltre che gare di altre discipline sportive.

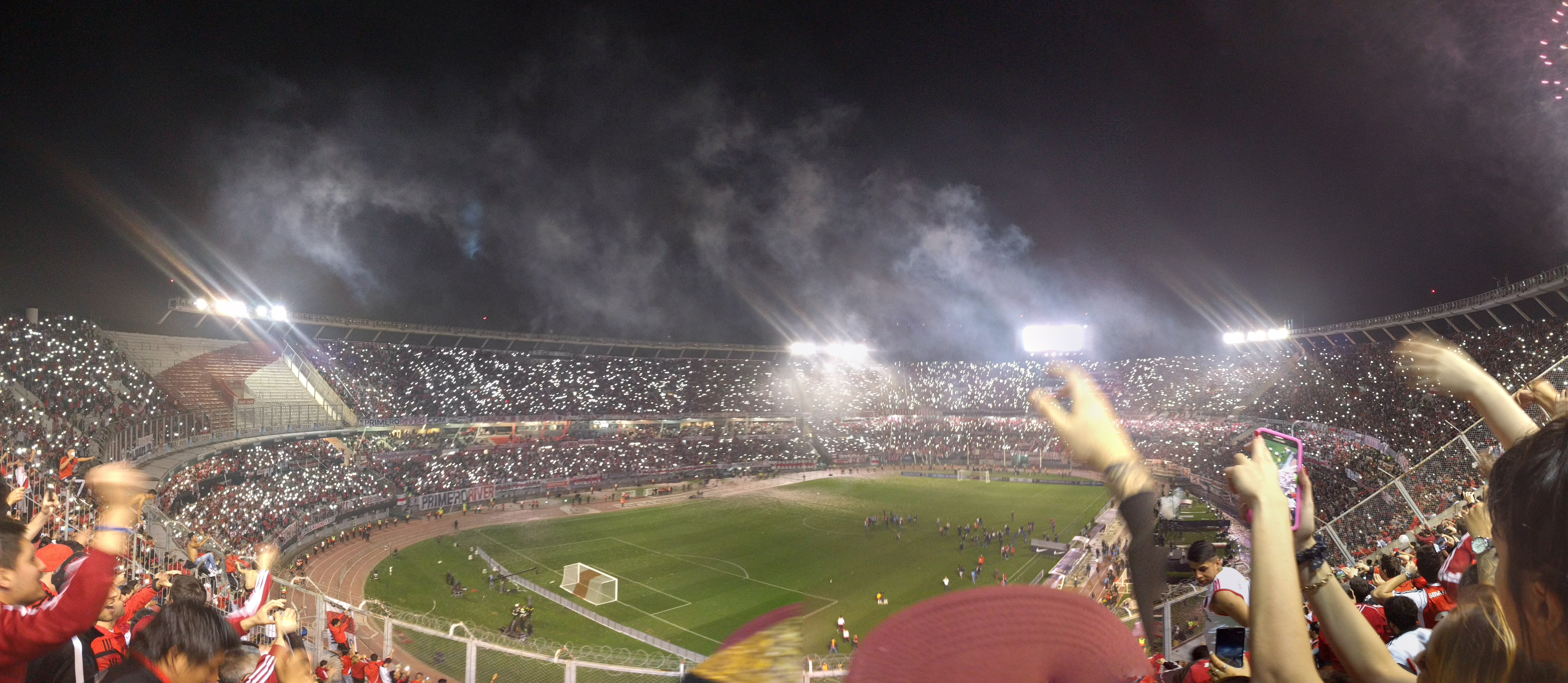
Panorama dello Stadio Monumental.

## Presidenti
- Leopoldo Bard (1901−1908)
- José Bernasconi (1909−1911)
- Antonio Zolezzi (1912)
- Benito Cassanello (1913)
- Enrique Zanni (1914−1916)
- Livio Ratto (1917−1918)
- Enrique Zanni (1919−1920)
- José Bacigaluppi (1921−1924)
- Antonio Zolezzi (1925−1927)
- José Bacigaluppi (1928−1931)
- Luis Minuto (1932)
- Ángel Molinari (1932)

- Antonio Vespucio Liberti (1933−1935)
- José Degrossi (1936−1938)
- Antonio Vespucio Liberti (1938−1940)
- José Degrossi (1940−1942)
- Antonio Vespucio Liberti (1943−1952)
- Valentín González Sette (ad interim 1953−1955)
- Enrique Pardo (1956−1959)
- Antonio Vespucio Liberti (1960−1967)
- Roberto Llauró (1967)
- Julián Kent (1968−1973)
- Rafael Aragón Cabrera (1973−1983)

- Hugo Santilli (1983−1989)
- Osvaldo Di Carlo (1989)
- Alfredo Davicce (1989−1997)
- David Pintado (1997−2001)
- José María Aguilar (2001−2009)
- Daniel Passarella (2009-2013)
- Rodolfo D'Onofrio (2013-2017)

## Giocatori

### Vincitori di titoli
Campionato mondiale:  
- Norberto Alonso (Argentina 1978)
- Ubaldo Fillol (Argentina 1978)
- Leopoldo Luque (Argentina 1978)
- Oscar Ortiz (Argentina 1978)
- Daniel Passarella (Argentina 1978)
- Héctor Enrique (Messico 1986)
- Nery Pumpido (Messico 1986)
- Oscar Ruggeri (Messico 1986)
- Franco Armani (Qatar 2022)

 Coppa America:  
- Franco Armani (Brasile 2021 e USA 2024)
- Gonzalo Montiel (Brasile 2021)
- Julián Álvarez (Brasile 2021)

 Confederations Cup:  
- Fabián Basualdo (Arabia Saudita 1992)
- Ricardo Altamirano (Arabia Saudita 1992)

### Galleria d'immagini

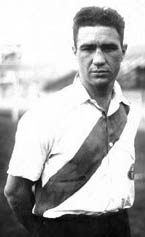
Carlos Peucelle
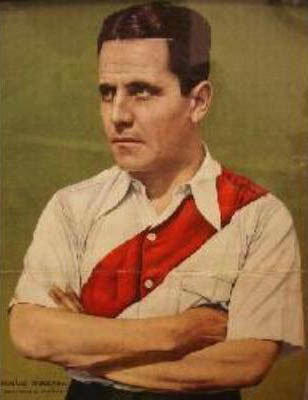
Bernabé Ferreyra
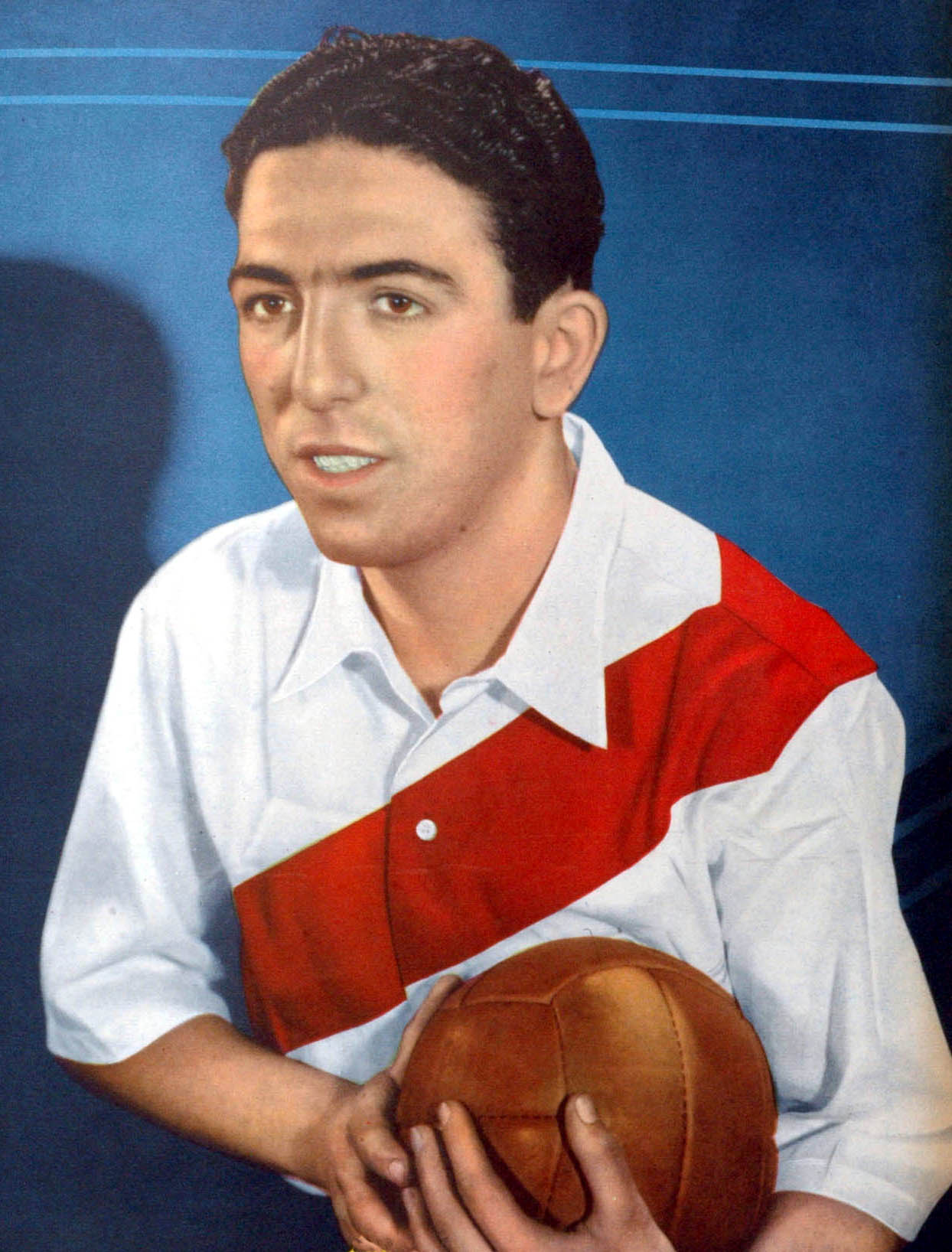
Ángel Labruna
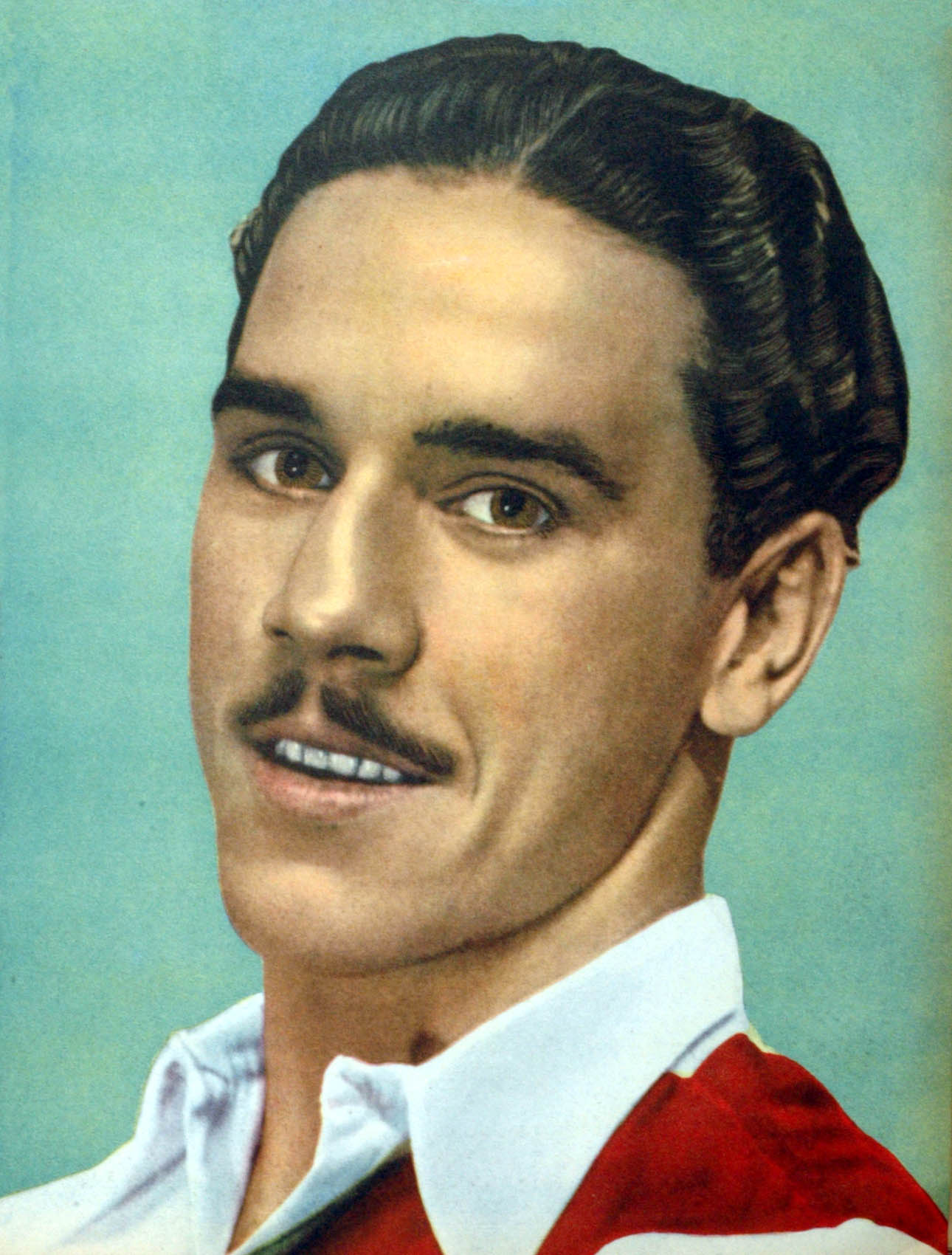
José Manuel Moreno
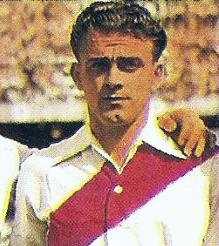
Alfredo Di Stéfano
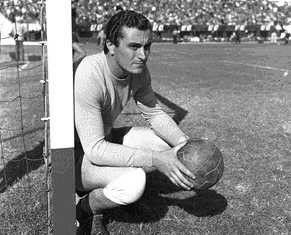
Amadeo Carrizo
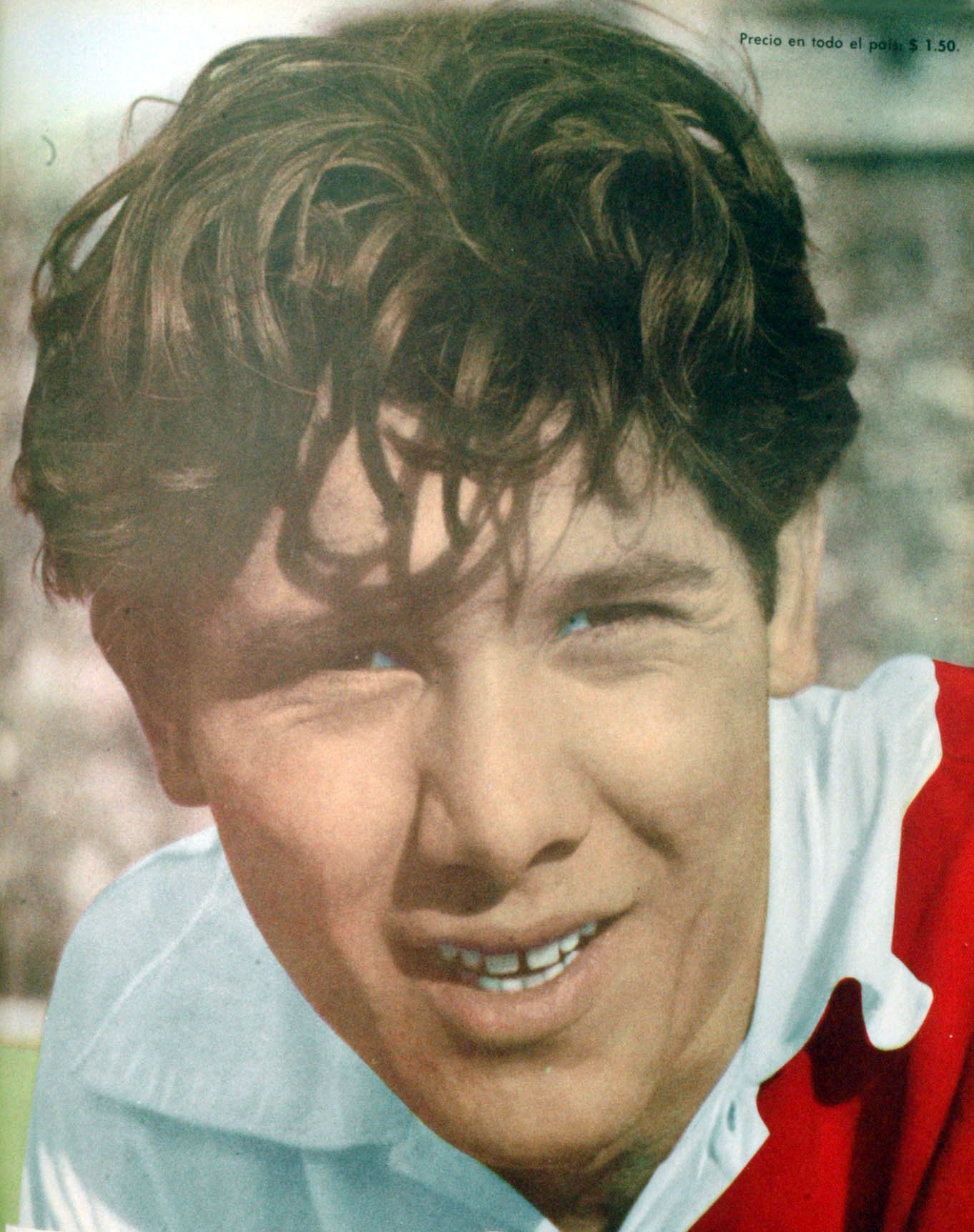
Omar Sívori
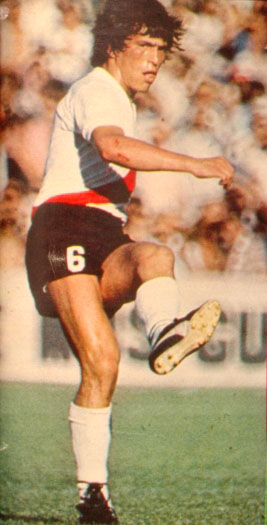
Daniel Passarella
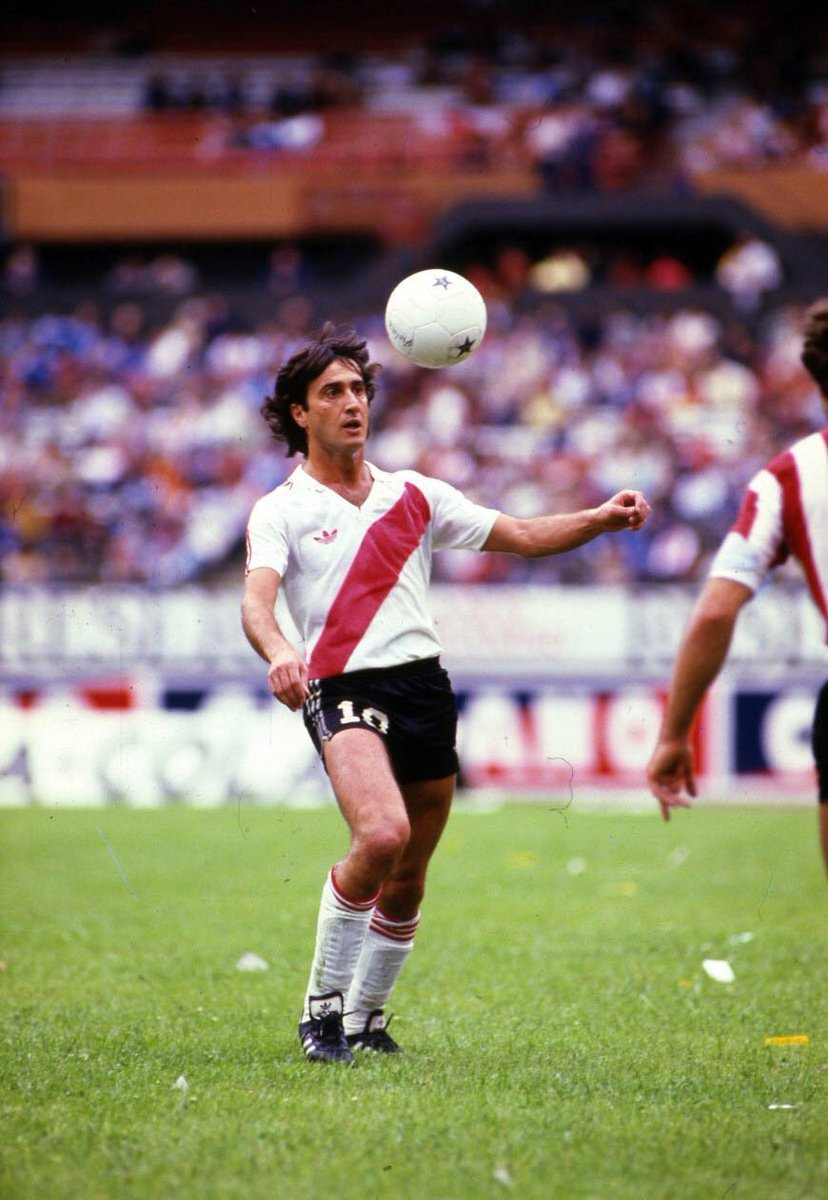
Norberto Alonso
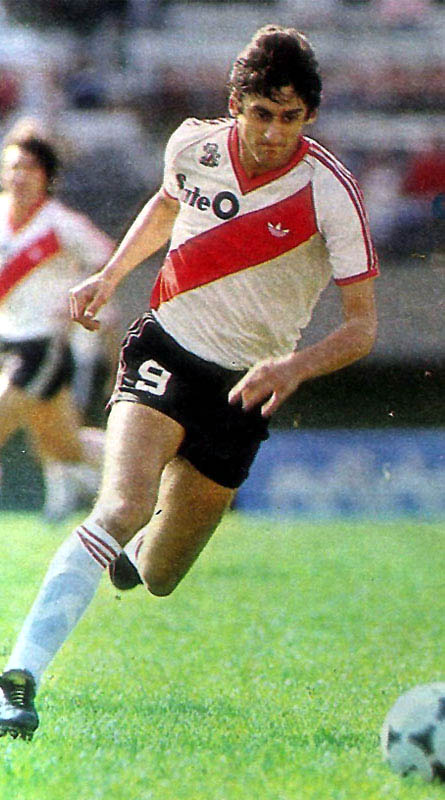
Enzo Francescoli
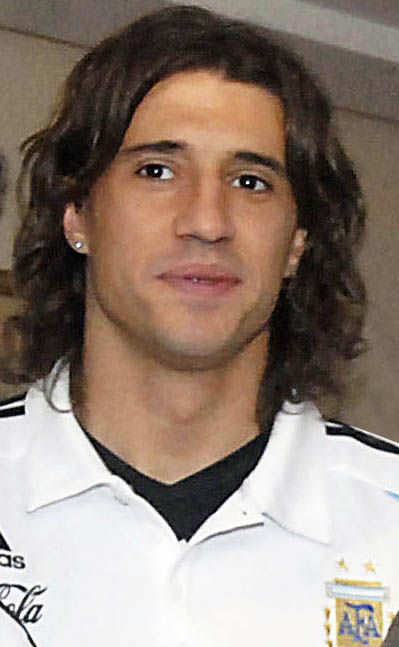
Hernán Crespo
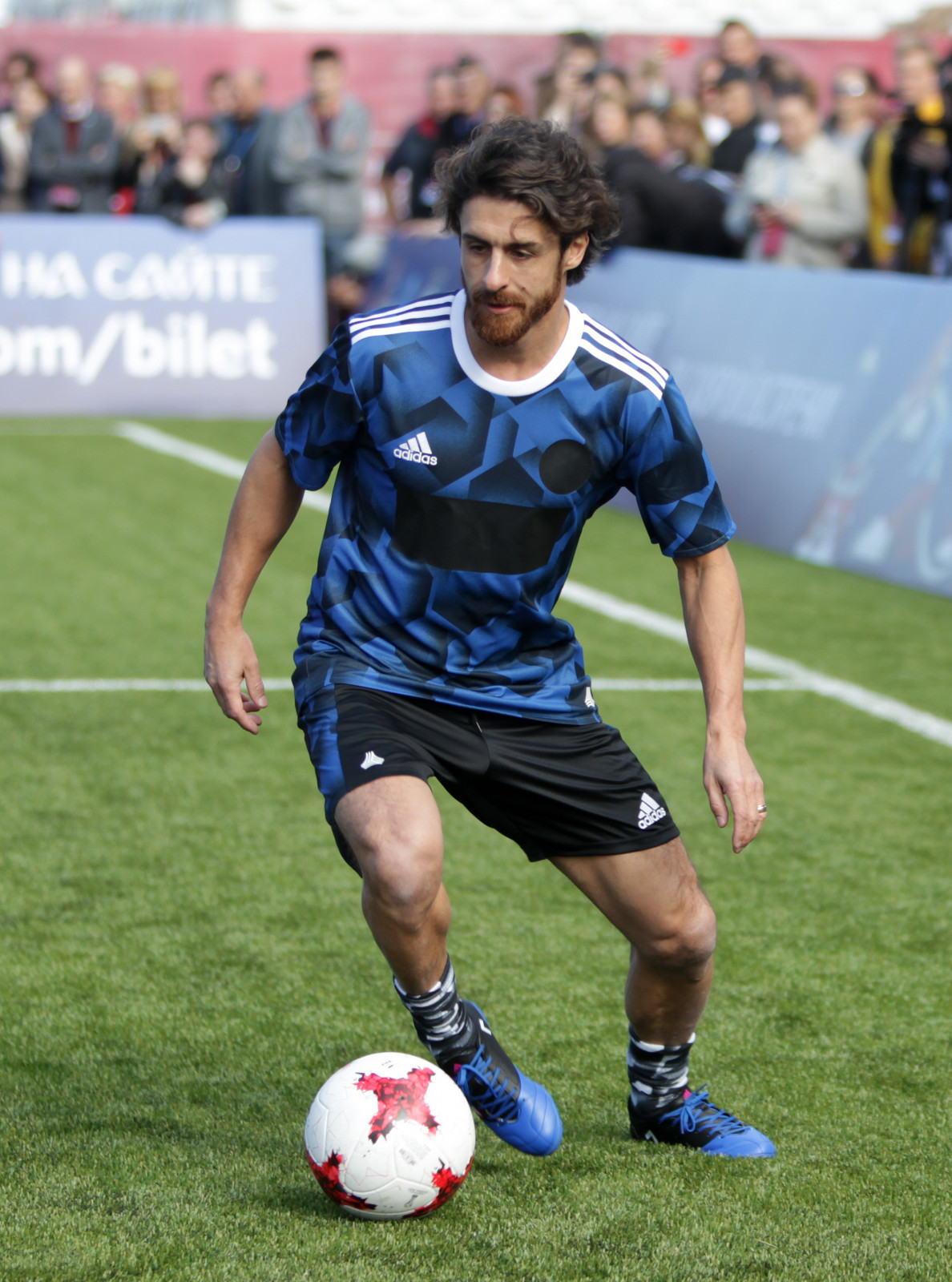
Pablo Aimar
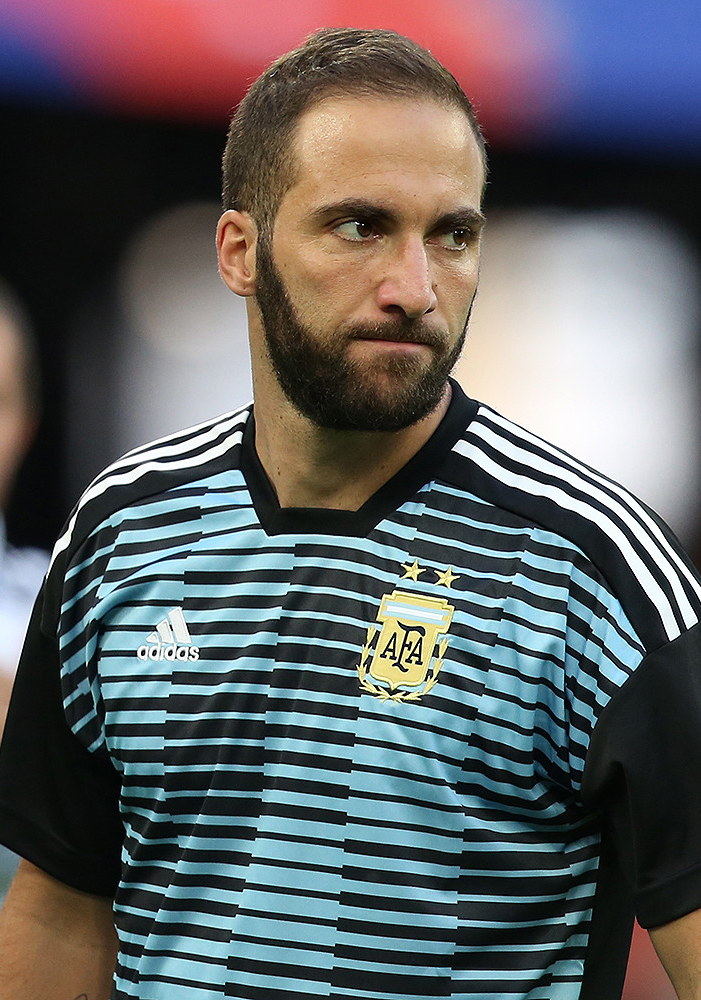
Gonzalo Higuaín
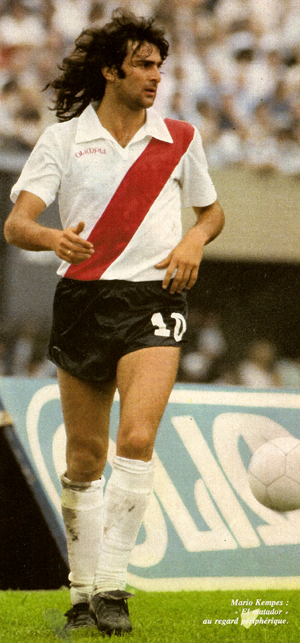
Mario Kempes
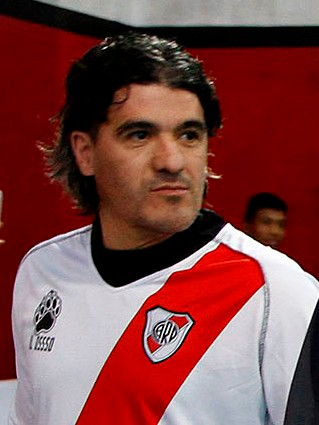
Ariel Ortega
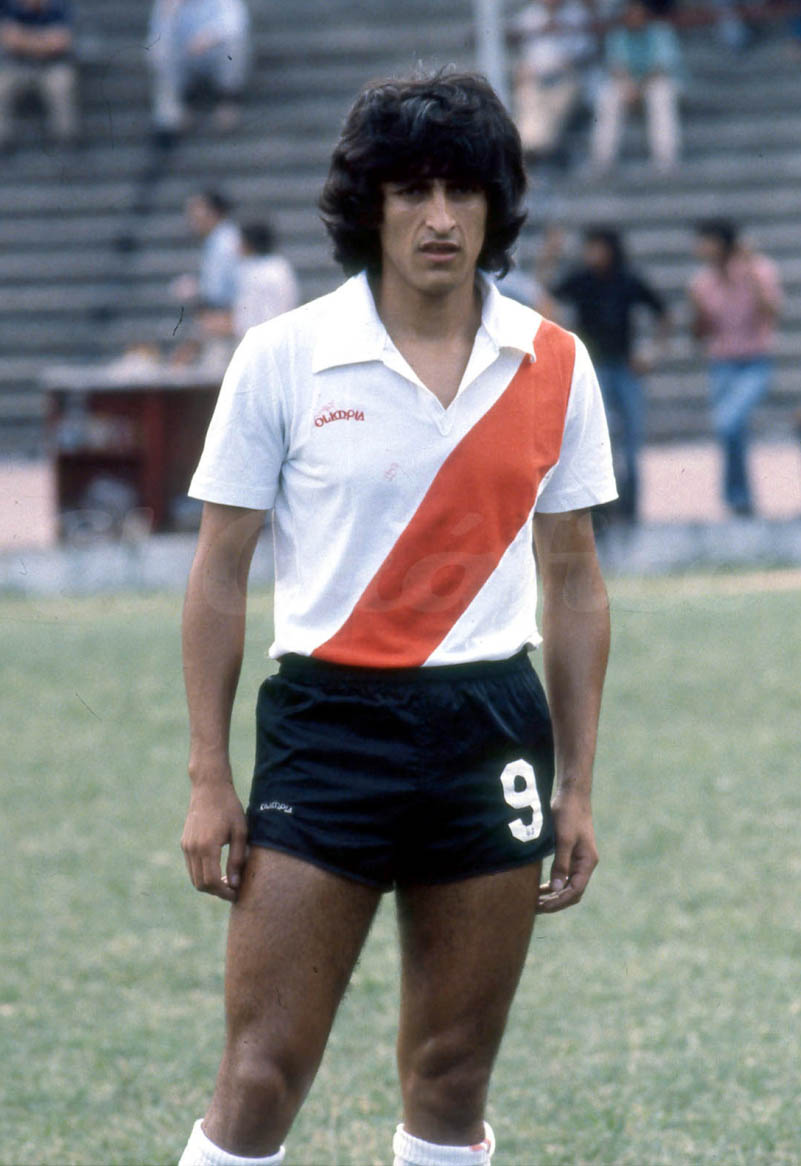
Ramon Diaz

## Palmarès

### Competizioni nazionali
- Campionato argentino: 38  (record)

1920 (AAm), 1932, 1936 (Copa Campeonato), 1936 (Copa de Oro), 1937, 1941, 1942, 1945, 1947, 1952, 1953, 1955, 1956, 1957, Metropolitano 1975, Nacional 1975, Metropolitano 1977, Metropolitano 1979, Nacional 1979, Metropolitano 1980, Nacional 1981, 1985-1986, 1989-1990, Apertura 1991, Apertura 1993, Apertura 1994, Apertura 1996, Clausura 1997, Apertura 1997, Apertura 1999, Clausura 2000, Clausura 2002, Clausura 2003, Clausura 2004, Clausura 2008, Final 2014, 2021, 2023
- Primera B Nacional: 1

2011-2012
- Segunda División: 1

1908
- Coppa d'Argentina: 3

2015-2016, 2016-2017, 2018-2019
- Supercopa Argentina: 3  (record)

2017, 2019, 2023
- Copa Campeonato: 1

2014
- Trofeo de Campeones de la Liga Profesional: 2

2021, 2023
- Copa de Competencia Jockey Club: 1

1914
- Copa de Competencia Liga Argentina: 1

1932
- Copa Dr. Carlos Ibarguren: 4

1937, 1941, 1942, 1952
- Copa Adrián C. Escobar: 1

1941

### Competizioni internazionali
- Coppa Libertadores: 4

1986, 1996, 2015, 2018
- Coppa Intercontinentale: 1

1986
- Coppa Interamericana: 1

1986
- Supercoppa Sudamericana: 1

1997
- Coppa Sudamericana: 1

2014
- Recopa Sudamericana: 3

2015, 2016, 2019
- Coppa Suruga Bank: 1

2015
- Copa Ricardo Aldao: 5

1936, 1937, 1941, 1945, 1947
- Tie Cup: 1

1914

### Competizioni giovanili
- Coppa Libertadores Under-20: 1

2012
- Torneo Internazionale Under-19 Bellinzona: 2

2003, 2004

## Rivalità
Essendo il River Plate e il Boca Juniors le due squadre più titolate e popolari d'Argentina, con più della metà del paese che tifa per uno dei due club, la rivalità tra le due squadre è molto sentita e culmina nel derby detto Superclásico, uno dei derby più famosi e accesi al mondo. Inoltre, altri due derby molto sentiti dai Millionarios sono quelli contro i due club di Avellaneda: l'Independiente e il Racing Club.

## Organico

### Rosa
Aggiornata al 2 agosto 2025.
| N. |                      | Ruolo | Calciatore             |
| -- | -------------------- | ----- | ---------------------- |
| 1  | Argentina (bandiera) | P     | Franco Armani          |
| 2  | Argentina (bandiera) | D     | Federico Gattoni       |
| 4  | Argentina (bandiera) | C     | Gonzalo Montiel        |
| 5  | Argentina (bandiera) | C     | Juan Portillo          |
| 6  | Argentina (bandiera) | D     | Germán Pezzella        |
| 7  | Argentina (bandiera) | A     | Maximiliano Salas      |
| 8  | Argentina (bandiera) | C     | Maximiliano Meza       |
| 9  | Colombia (bandiera)  | A     | Miguel Borja           |
| 10 | Colombia (bandiera)  | C     | Juan Fernando Quintero |
| 11 | Argentina (bandiera) | A     | Facundo Colidio        |
| 13 | Argentina (bandiera) | D     | Lautaro Rivero         |
| 14 | Uruguay (bandiera)   | D     | Sebastián Boselli      |
| 16 | Argentina (bandiera) | D     | Fabricio Bustos        |
| 17 | Cile (bandiera)      | D     | Paulo Díaz             |
| 18 | Argentina (bandiera) | C     | Pity Martínez          |
| 19 | Argentina (bandiera) | A     | Sebastián Driussi      |

| N. |                      | Ruolo | Calciatore            |
| -- | -------------------- | ----- | --------------------- |
| 20 | Argentina (bandiera) | D     | Milton Casco          |
| 21 | Argentina (bandiera) | D     | Marcos Acuña          |
| 22 | Colombia (bandiera)  | C     | Kevin Castaño         |
| 23 | Paraguay (bandiera)  | C     | Matías Galarza        |
| 24 | Argentina (bandiera) | C     | Enzo Pérez            |
| 25 | Argentina (bandiera) | P     | Jeremías Ledesma      |
| 26 | Argentina (bandiera) | C     | Nacho Fernández       |
| 27 | Argentina (bandiera) | A     | Bautista Dadín        |
| 28 | Argentina (bandiera) | D     | Lucas Martínez Quarta |
| 29 | Argentina (bandiera) | A     | Alexander Woiski      |
| 32 | Argentina (bandiera) | A     | Agustín Ruberto       |
| 34 | Argentina (bandiera) | C     | Giuliano Galoppo      |
| 38 | Argentina (bandiera) | A     | Ian Subiabre          |
| 39 | Argentina (bandiera) | C     | Santiago Lencina      |
| 47 | Argentina (bandiera) | C     | Juan Cruz Meza        |

## Attività polisportiva

### Squadra femminile
La sezione femminile del River Plate partecipa alla prima divisione del campionato argentino fin dalla sua istituzione, di cui è il secondo club più titolato con 11 campionati vinti.

### Altri sport

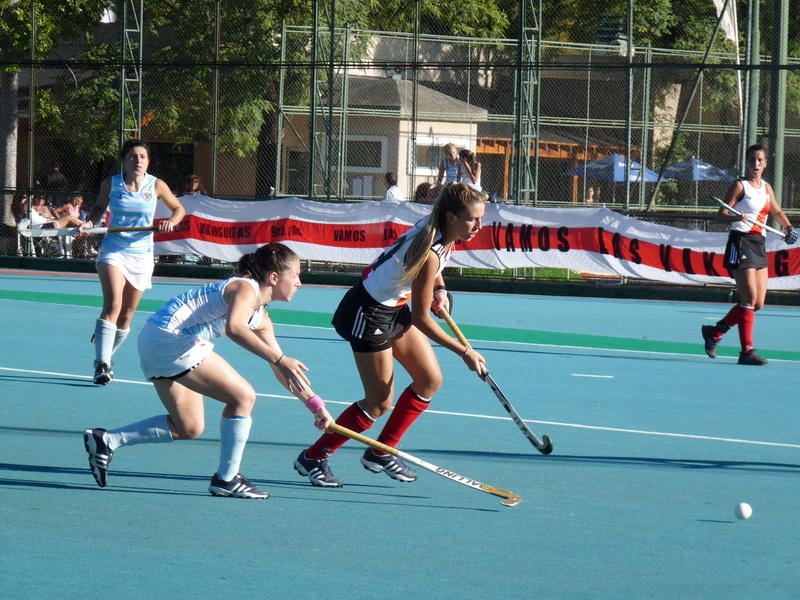
Hockey su prato sul River Plate.

Il River Plate ha anche una squadra di pallacanestro che gioca nella Liga Nacional de Básquetbol e che ha vinto per tre volte il campionato.
Inoltre, il River Plate ha una squadra maschile e una femminile di pallavolo, entrambe a livello professionistico.

### Videografia
- Federico Ferri e Federico Buffa, Storie di Campioni - Buffa Racconta: Alfredo Di Stéfano, Sky Sport, 2015.